# Gheorghe Petrașcu
Gheorghe Petrașcu (născut Gheorghe Petrovici, n. 2 decembrie 1872, Tecuci, Tecuci, România – d. 1 mai 1949, București, România) a fost un pictor și academician român, fondator al unui curent artistic, caracterizat printr-un colorit grav, concentrat și prin forța de evocare a obiectelor și priveliștilor, prinse în mediul lor imediat.
S-a născut în orașul Tecuci din România, într-o familie cu tradiții culturale. Părinții săi erau mici proprietari din ținutul Fălciu, Costache Petrovici-Rusciucliu și soția acestuia Elena, născută Bițu-Dumitriu. Frate cu diplomatul, scriitorul și criticul literar și de artă Nicolae Petrașcu, Gheorghe Petrașcu arată de tânăr înclinații artistice, făcând primele studii la Universitatea Națională de Arte București. La recomandarea lui Nicolae Grigorescu, primește o bursă pentru a se perfecționa în străinătate. După un scurt timp petrecut la München, pleacă la Paris, unde se înscrie la Academia Julian și lucrează în atelierul lui Bouguereau (1899-1902). De la prima sa expoziție personală la Ateneul Român (1900), este remarcat de scriitorii Barbu Delavrancea și Alexandru Vlahuță, care îi cumpără câte o lucrare.
Cu o pasiune nestăvilită, pictează peisaje, atât în țară (Sinaia, Târgu Ocna, Câmpulung-Muscel), cât și în Franța (Vitré, Saint-Malo), Spania (Podul San Martin din Toledo) și mai ales în Italia (Veneția, Chioggia, Napoli). În peisajele sale, lumina nu șterge contururile ca la impresioniști, dimpotrivă, arhitecturile rectilinii se impun printr-o impresie de soliditate. Din acest punct de vedere, peisajele venețiene demonstrează cel mai bine anticonformismul lui Petrașcu. Artistul rezistă interpretărilor tradiționale, în care peisajul orașului pe lagună nu era decât un pretext pentru a analiza interferența vibrațiilor luminoase, în eternă schimbare pe apă, pe zidurile colorate și în aerul pur.
Pentru Petrașcu, Veneția posedă o noblețe dramatică, o măreție tragică și fastuoasă, „cu străluciri de vechi relicve, ce evocă istoria vechilor palate, cu poezia lor gravă și fascinantă”. Într-o dezlănțuire a tonurilor dure, Petrașcu realizează o masă de culori tumultuoase, printr-o juxtapunere insolită a roșului stins, cu tonalități de albastru, cenușiu și brun. Această suprapunere succesivă dă pastei lui Petrașcu o structură aproape sculpturală, rugozitățile culorii influențează regimul de umbre și lumină ca accentele unui relief. Portretele - în special cele pictate în perioada 1923-1927 - produc o impresie de austeritate majestuoasă. Autoportretul din „Muzeul Zambaccian” pare a descinde din Renașterea italiană, de o gravitate solemnă dar și cu o notă de senzualitate.
Gheorghe Petrașcu a avut numeroase expoziții personale, între 1903 și 1923 la Ateneul Român, apoi la „Căminul Artei” (1926-1930), culminând cu cele două retrospective de la "Sala Dalles" din anii 1936 și 1940. A participat la Bienala din Veneția (1924, 1938 și 1940); primește „Marele Premiu” al „Expoziției Internaționale” din Barcelona (1929) și al celei din Paris (1937).

## Memorialistică, considerații generale
O dată cu trecerea timpului, opera pe care Gheorghe Petrașcu a lăsat-o posterității, circa trei mii de tablouri și multe lucrări de grafică, s-a constituit într-o zestre de artă plastică asupra căreia s-au făcut fel și fel de observații care mai de care mai diferite. Cei care i-au studiat opera și i-au valorizat creația au constatat că există în biografia sa o mulțime de confuzii și aprecieri eronate. Au existat minimalizări, invective și critici nedrepte, multe persiflări dar și truisme, platitudini binevoitoare, exagerări și laude de circumstanță. Analizele critice au făcut referiri esențiale și judicioase, adesea cu caracter definitiv. Este de remarcat că aprecierile timpurii care au fost validate și de către contemporaneitatea târzie, au rămas la fel de valabile și astăzi.  Grăitoare sunt remarcile pertinente, uneori subtile, pe care le-a făcut Ștefan Petică în condițiile în care nu avea o privire de ansamblu asupra operei petrașciene. În perioada de dinaintea primului război mondial, au existat comentarii pătrunzătoare ale lui Apcar Baltazar, B. Brănișteanu (pseudonimul literar al lui Bercu Braunstein), N.D. Cocea, Marin Simionescu-Râmniceanu, Tudor Arghezi, Theodor Cornel (pseudonimul literar al lui Toma Dumitriu), Iosif Iser, Adrian Maniu, ș.a.m.d. 
În perioada interbelică și-au adus contribuții semnificative Francisc Șirato, Nicolae Tonitza, Nichifor Crainic, urmați de George Oprescu, Oscar Walter Cisek, Alexandru Busuioceanu, Petru Comarnescu, Ionel Jianu, Linello Venturi și Jacques Lassaigne.  Toți aceștia au făcut efortul de a explica și a înțelege creația artistului român. De remarcat este că în cronica de presă din perioada vieții pictorului s-au făcut aceleași observații repetate până la sațietate de către zeci de comentatori. Istoricul de artă Vasile Florea a opinat că și astăzi se fac aceleași aprecieri de cei ce studiază opera lui Petrașcu, fără să știe că o fac redescoperind singuri anumite aspecte pe care alții le-au enunțat cu zeci de ani înainte. Tot Florea a fost de părere că  procesul relevării sensurilor creației artistului, va fi încheiat cu mare greutate datorită vastității operei și a bogatelor ei semnificații. În sprijinul acestei opinii vin studiile de sinteză și monografiile publicate după anul 1944 de către Ionel Jianu, George Oprescu, Krikor  Zambaccian, Tudor Vianu, Aurel Vladimir Diaconu, Eleonora Costescu, Eugen Crăciun și Theodor Enescu.  Conform afirmațiilor lui Vasile Florea, analiza creației artistului trebuie făcută pe două planuri: unul al unui Petrașcu aflat într-o continuă devenire printr-o lentoare a mișcării și unul statornic, caracterizat de imobilitate, care-l rezumă pe primul „... așa cum ontogenia rezumă filogenia”. 

## Apartenență socio-culturală
Gheorghe Petrașcu s-a născut la Tecuci, în Țara de Jos a Moldovei. Tecuciul a fost menționat pentru prima oară în hrisovul lui Iancu Rotisiavovici în anul 1134. În Descriptio Moldavie, Dimitrie Cantemir a pomenit localitatea ca fiind „... scaunul sărac a doi pârcălabi cărora le este dată în seamă oblăduirea acestui ținut”. Zona geografică în mijlocul căreia s-a constituit ca așezare i-a conferit o formă distinctă și o viața socială și economică care s-a definit de-a lungul timpului ca o entitate aparte.

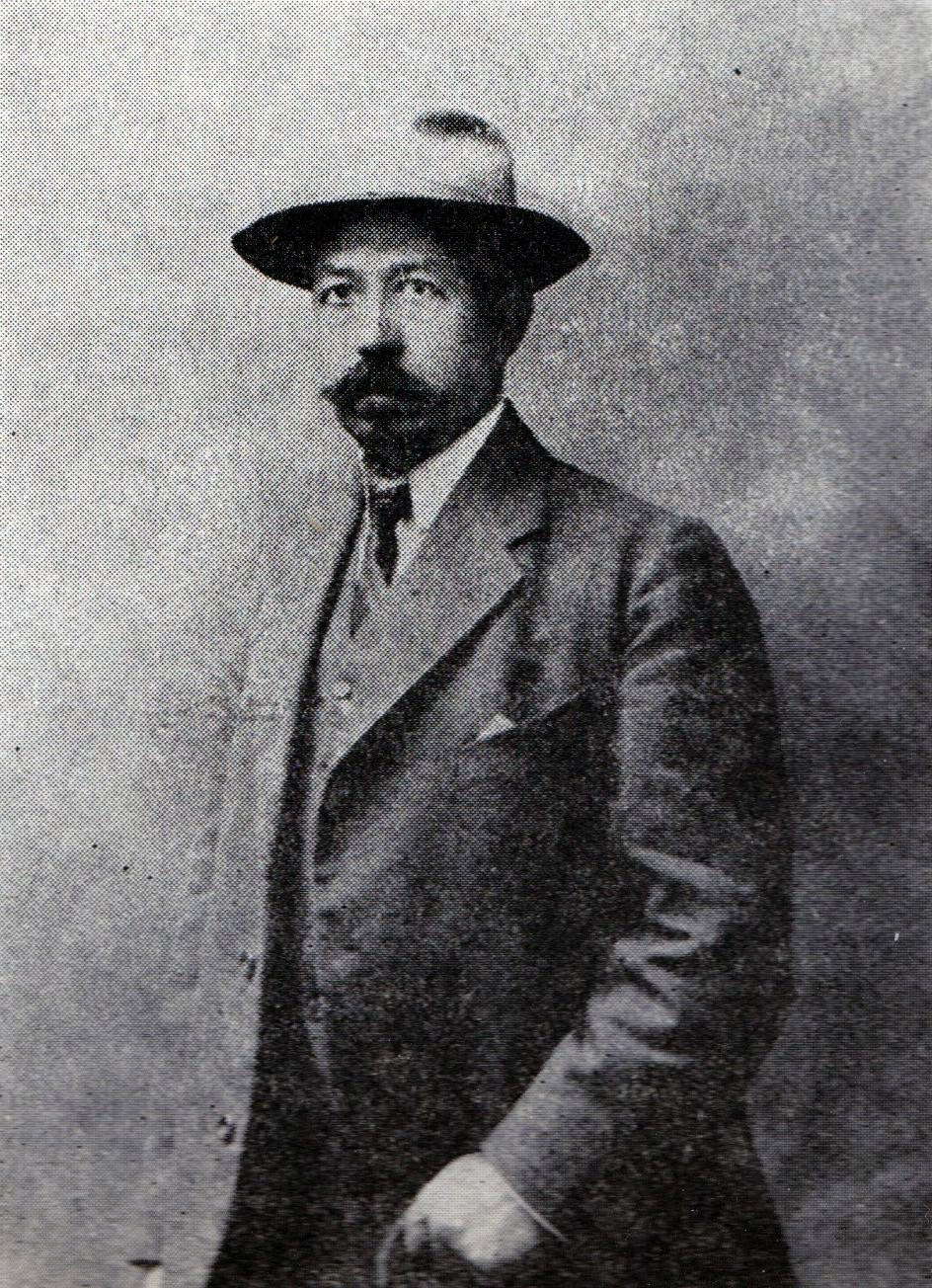
Gheorghe Petrașcu

„...  Nimic nu s-a schimbat; nimic nu s-a știrbit, nimic nu s-a adăugat vechiului oraș care doarme învăluit în ceață pe malurile pașnicului Bârlad. Aceleași străzi largi și acoperite cu prundiș sur se întind tăcute, în praful care se înalță subțire ca o umbră de fum de tămâie răspândită într-o biserică în ruine. Aceleași curți mari și spațioase, curți făcute pentru îndestulare și trai dus în toată lărgimea, se răsfață în patriarhala lor înfățișare și aceleași case mici și simple care seamănă cu zâmbetul mângâietor al unor femei bătrâne își arată fețele lor modeste de sub acoperișurile rustice.”
----- Ștefan Petică: Tecuciul îndepărtat. Note de toamnă, în Opere, 1938, pag. 243-251
La o analiză sumară a operei lui Petrașcu, se pare că acesta nu a resimțit înrâurirea mediului unde s-a născut deoarece tablourile, pe care le-a pictat pe parcursul unor peripluri prin România, Europa sau în Egipt (Africa),  nu duc cu gândul la locurile natale cu toate că au rămas și câteva realizate acolo. Fără a subscrie la teoria determinismului geografic susținut de Hyppolyte Taine și Garabet Ibrăileanu, care au enunțat teza conform căreia un artist datorează spațiului unde s-a născut însușirile principale ale creației sale, se pot desluși în lucrările lui Gheorghe Petrașcu și înrâuriri, gradații și nuanțe de sorginte natală. 
Privind la componența personalităților pe care Tecuciul și zonele învecinate le-a dat spiritualității românești, Gheorghe Petrașcu a făcut parte dintr-o enclavă socio-culturală formată din mulți scriitori ca Alexandru Vlahuță, Theodor Șerbănescu, Dumitru C. Ollănescu-Ascanio, Alexandru Lascarov–Moldovanu, Nicolae Petrașcu (fratele artistului), Ion Petrovici, Ștefan Petică, Duiliu Zamfirescu și Dimitrie Anghel.  Toți acești literați se deosebesc de exponenții marii boerimi care au creat junimismul. Ei s-au situat mai aproape de idealurile burgheziei și unii ca Ștefan Petică sau Dimitrie Anghel erau gata să-și însușească și doctrine radicaliste. Cu Petică și Dimitrie Anghel, Petrașcu a avut multe în comun, toți trei fiind buni prieteni. 
Despre locurile unde s-a născut și unde a trăit până în perioada adolescenței, nu au rămas prea multe informații. La manifestările expoziționale care s-au desfășurat până în anul 1916, artistul a prezentat doar câteva peisaje pe care le-a pictat în Nicorești și Coasta Lupii. Nici în evocările pe care le-a făcut în presa timpului, nu a menționat decât date biografice esențiale.  Această sincopă din biografia pictorului poate fi suplinită prin lecturarea scrierilor prin care Ștefan Petică, Calistrat Hogaș, Nicolae Petrașcu, Ioan Petrovici sau Alexandru Lascarov-Moldovanu au evocat așa zisul „oraș al somnului lung” invocat de Petică. 

## Familia
Gheorghe Petrașcu, Iorgu așa cum îi spuneau cei apropiați, s-a născut într-o familie înstărită în ziua de 1 decembrie 1872. [A] Așa cum a declarat Nicolae Petrașcu, părinții lor erau „... oameni fără vreo învățătură, neștiind să vorbească decât românește, dar, în mijlocul lor, oameni de seamă, recunoscuți printr-o moralitate exemplară” . Tatăl, Costache Petrovici, era poreclit de prieteni Proorocul deoarece prevestea starea vremii.  El era originar din orașul Focșani și se stabilise la Tecuci ca urmare a căsătoriei sale cu Elena, născută Bițu-Dimitriu.  „... El era un un om brun, potrivit la statură, înțelept și cumpănit în toate faptele și vorbele lui, îngrijit la îmbrăcăminte, cu o dorință arzătoare de a-și învăța copiii cartea”. Ocupația lui era agricultura, în afară de via de la Nicorești  mai avea o moșie de 200 de fălci la Boghești, pe valea Zeletinului, care se afla la circa cinci ore cu trăsura de Tecuci. 

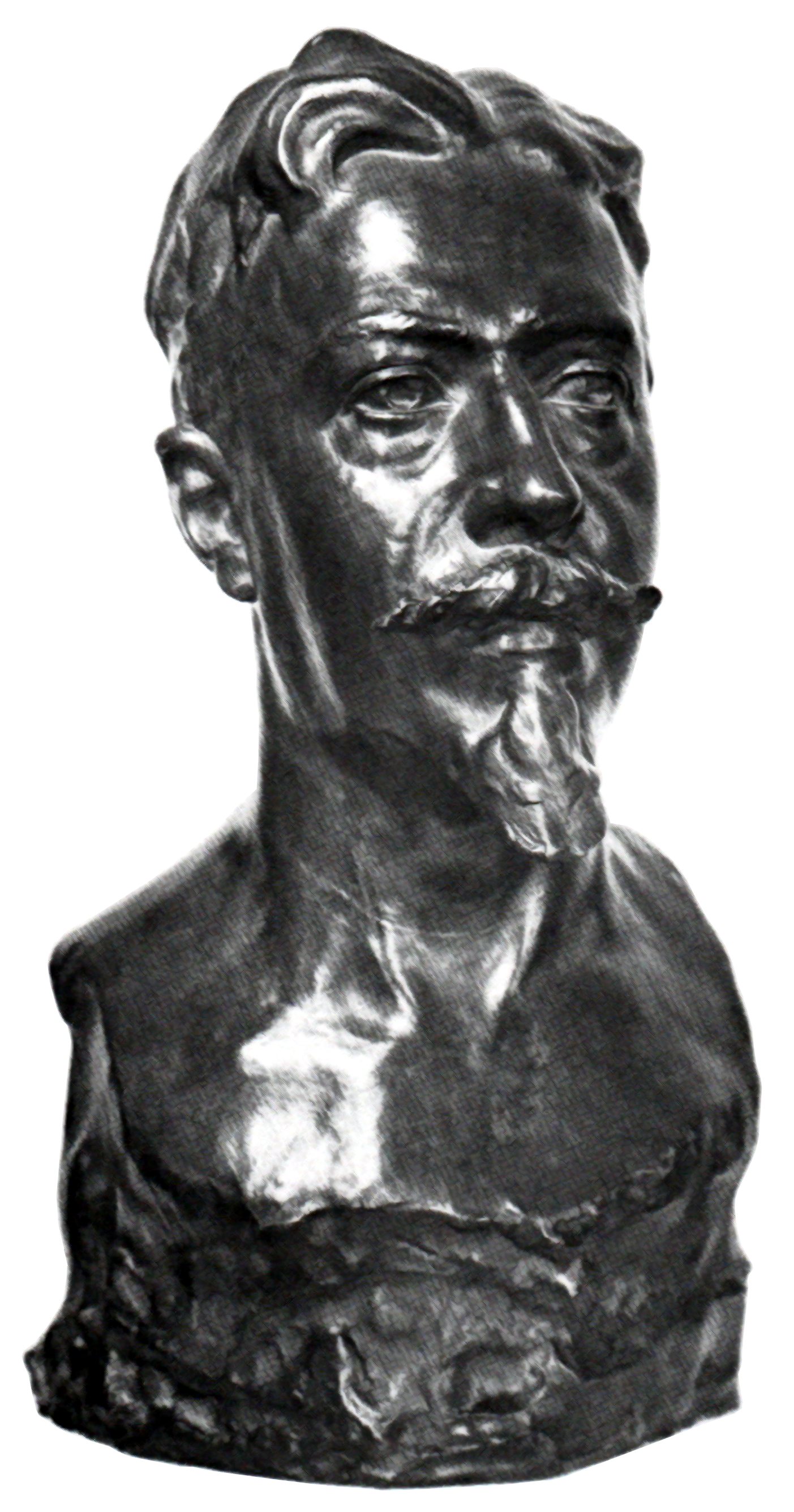
Gheorghe Petrașcu, bust realizat de Dimitrie Paciurea
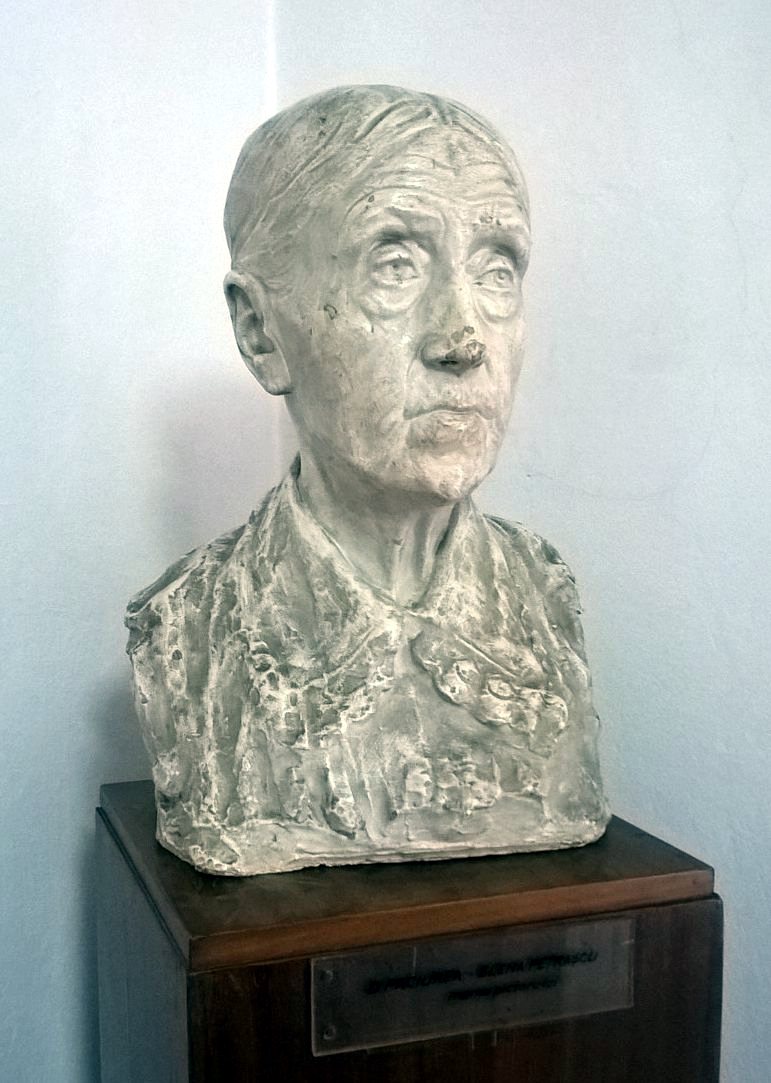
Elena Bițu–Dumitriu, bust realizat de Dimitrie Paciurea
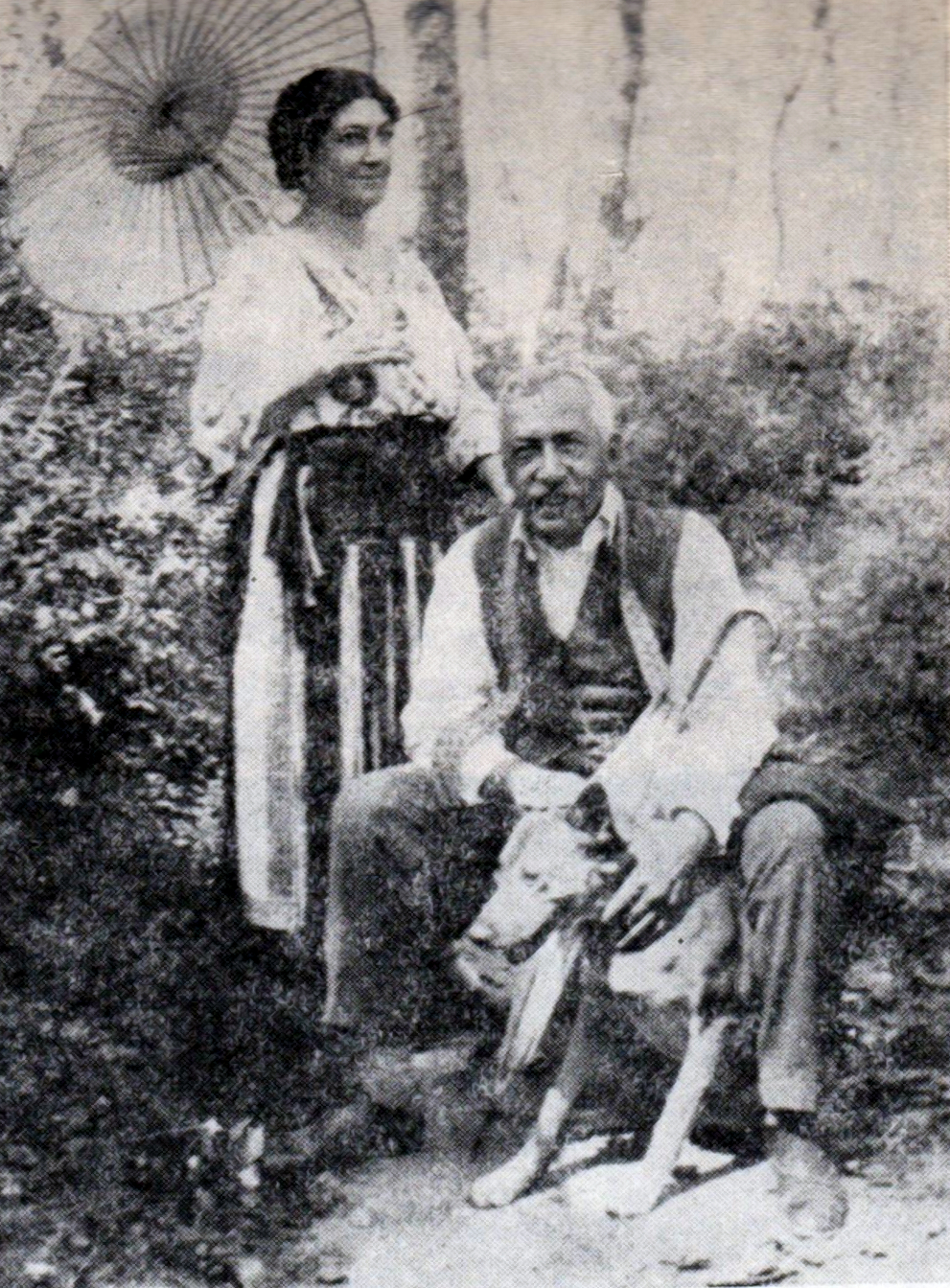
Gheorghe Petrașcu și soția
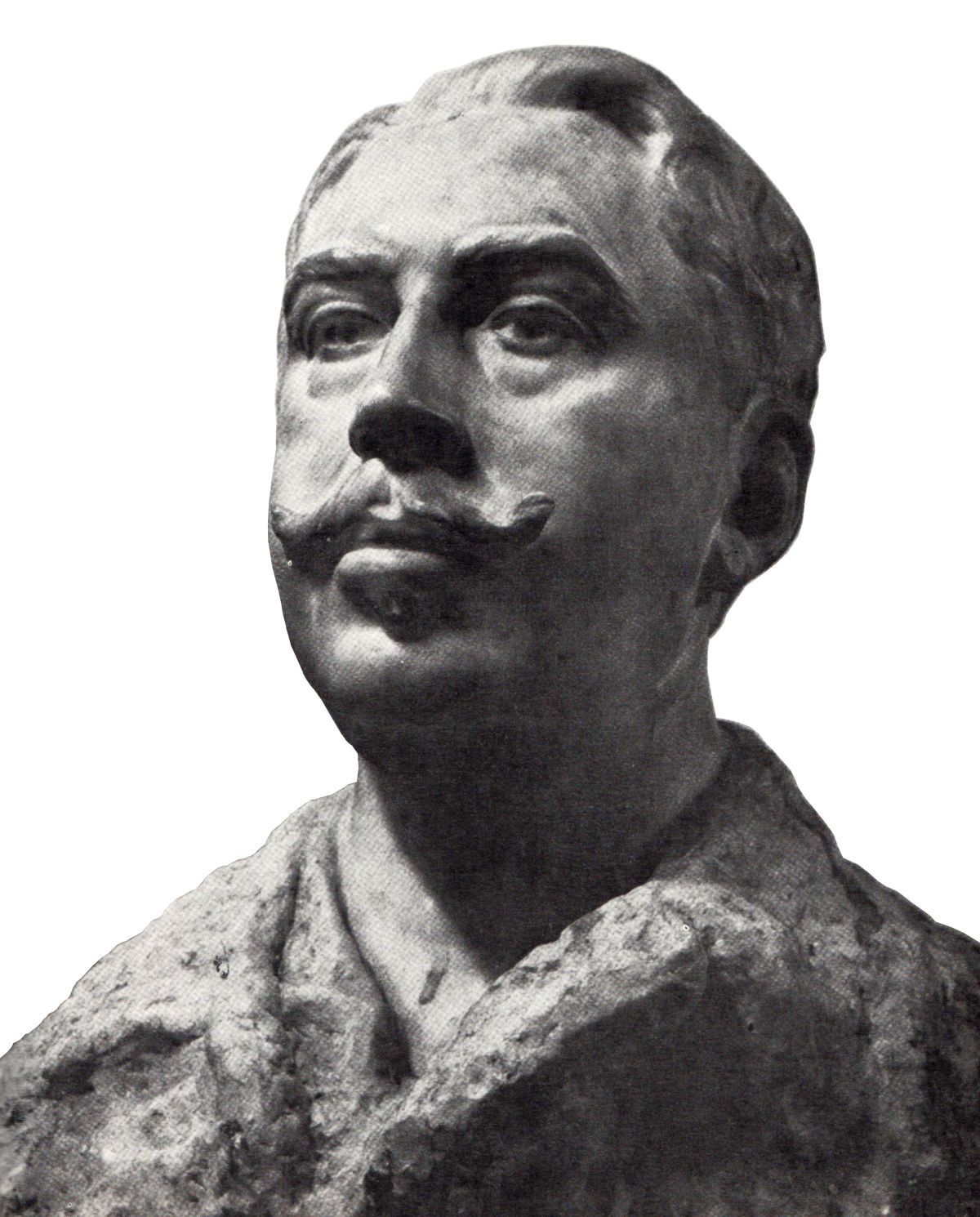
Nicolae Petrașcu, bust realizat de Dimitrie Paciurea

Pentru deslușirea originii mai îndepărtate a artistului, trebuie făcute cercetări în regiunile din sudul Dunării, George Călinescu a afirmat că tatăl pictorului  se numea Costache Petrovici-Rusciucliu.  Un văr de-al lui i-a românizat numele spunându-i Petrașin, pentru ca ultima modificare să fie făcută de Nicolae, fratele lui Gheorghe, în Petrașcu. Lingvistul Iorgu Iordan născut și el în Tecuci, pare că ar fi știut, în opinia lui Vasile Florea,  că medicul primar al orașului care se numea Petrovici și-a schimbat numele în Petraș.
Gheorghe Petrașcu nu și-a cunoscut tatăl deoarece acesta din urmă a decedat la scurt timp după ce s-a născut artistul.  Astfel, mama sa a rămas văduvă de la vărsta de 36 de ani. Nicolae o descrie ca fiind „... simțitoare la muzică [însușire proprie și tatălui, n.a. Vasile Florea], cântând lancieul ori de câte ori trecea din camera noastră de  prin sală, spre salon, și cu un fel de filosofie a ei, rostită în cuvinte scurte românești, a  căror frumusețe te mira uneori.” La bătrânețe, ea a fost evocată  de vărul Ion Petrovici (probabil medicul primar, n.a. Vasile Florea) care a spus că era „... o bătrânică slăbuță și prematur albită, hazlie cam fără să vrea și căreia îi plăcea să fredoneze, făcând pauze forțate numai când era cu lume, ca atunci când rămânea o clipă singură, să reînceapă instantaneu o arie la modă.” Înclinația spre muzică s-a transmis de la părinți și lui Gheorghe Petrașcu, el având o voce de bariton, așa cum își amintea fiica sa Mariana Petrașcu.
Frații Petrașcu, Nicolae, Gheorghe și Vasile, rămânând fără tată au fost îngrijiți o vreme de vărul lor mai mare Constantin Petrașcu (1842 – 1916 (?)). Acesta era elevul preferat de Carol Davila. Constantin a urmat o carieră de politician, el fiind ales deputat și a fost numit prefect. Din cauza convingerilor progresiste, a fost destituit de către partidul conservator al cărui membru a fost. 
Gheorghe Petrașcu s-a căsătorit în anul 1913 cu Lucreția C. Marinescu. A avut doi copii, pe Mariana, viitoarea graficiană, și pe Gheorghe (Pichi) Petrașcu, cel care a devenit arhitect. 

### Casa părintească

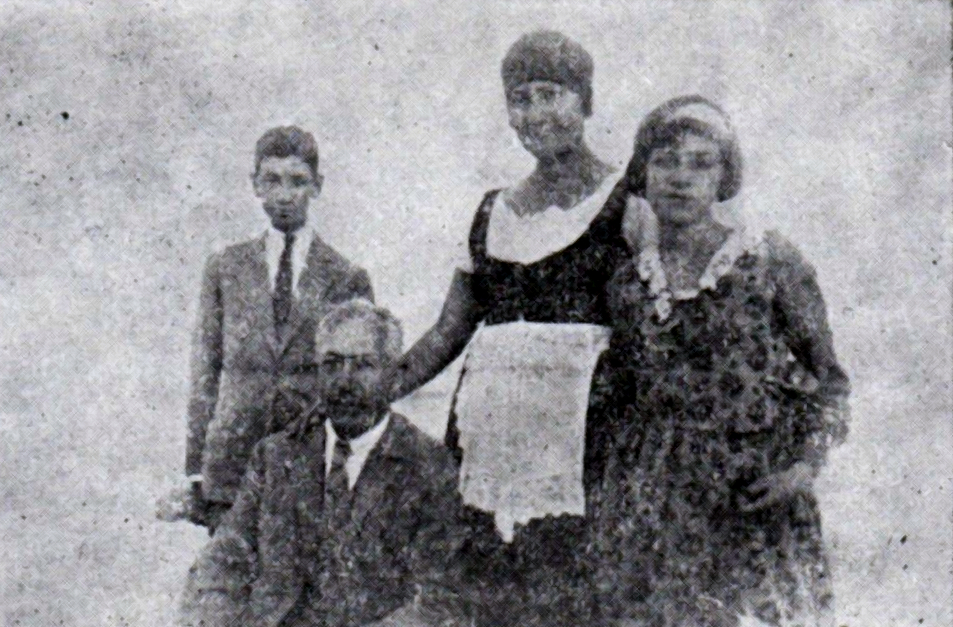
Gheorghe Petrașcu cu copiii și soția

Nicolae Petrașcu a scris și despre casa părintească. Ea se afla „... în mijlocul unei curți mari și avea opt stîlpi de zid în față, de-a lungul unui cerdac pe care îl chemam podișor [ ...]. La spatele casei, era grădina cu meri și caiși, la dreapta ei hambarul, bucătăria de vară, pivnița, grajdul și șura; la stânga ei, la o distanță mică, curgea apa Bârladului dinspre care sufla totdeauna o adiere răcoroasă... ” Interiorul casei a fost evocat de același memorialist care și-a amintit de revenirea sa la Tecuci din anul 1887, astfel „... pernele de pereți la cele două paturi, puse cap la cap în camera noastră de la mijloc, perdelele de tul alb, lădița grea de fier pe care era așternut covorașul frumos turcesc [.. ], iar în salon, aceleași șase scaune de nuc, date la strung, aceleași două canapele, două oglinzi două mese . . .” Casa încă mai exista în anul 1989, ea suferind modificări după anumite deteriorări care s-au produs în timpul primului război mondial. 

### Locuințele artistului
Gheorghe Petrașcu împreună cu familia, au locuit pentru prima oară la București pe strada Căderea Bastiliei, fostă Cometa, nr.1, colț cu Piața Romană. Clădirea locuinței sale a fost proiectată și construită în anul 1912 de către arthitectul Spiridon Cegăneanu în stil neoromânesc. Clădirea face parte dintr-un ansamblu de trei apartamente care au o fațadă unitară și a fost declarată monument istoric. În perioada 1997 – 2000 a fost renovată. În anul 2011, clădirea a fost închiriată de grupul de librării Librarium. Edificiul are câte două etaje, plus demisol, și partea de casă unde a locuit Petrașcu, cu fața către ASE, are trei niveluri și atelierul artistului se afla la ultimul etaj.  Petrașcu a locuit aici până în anul 1927.

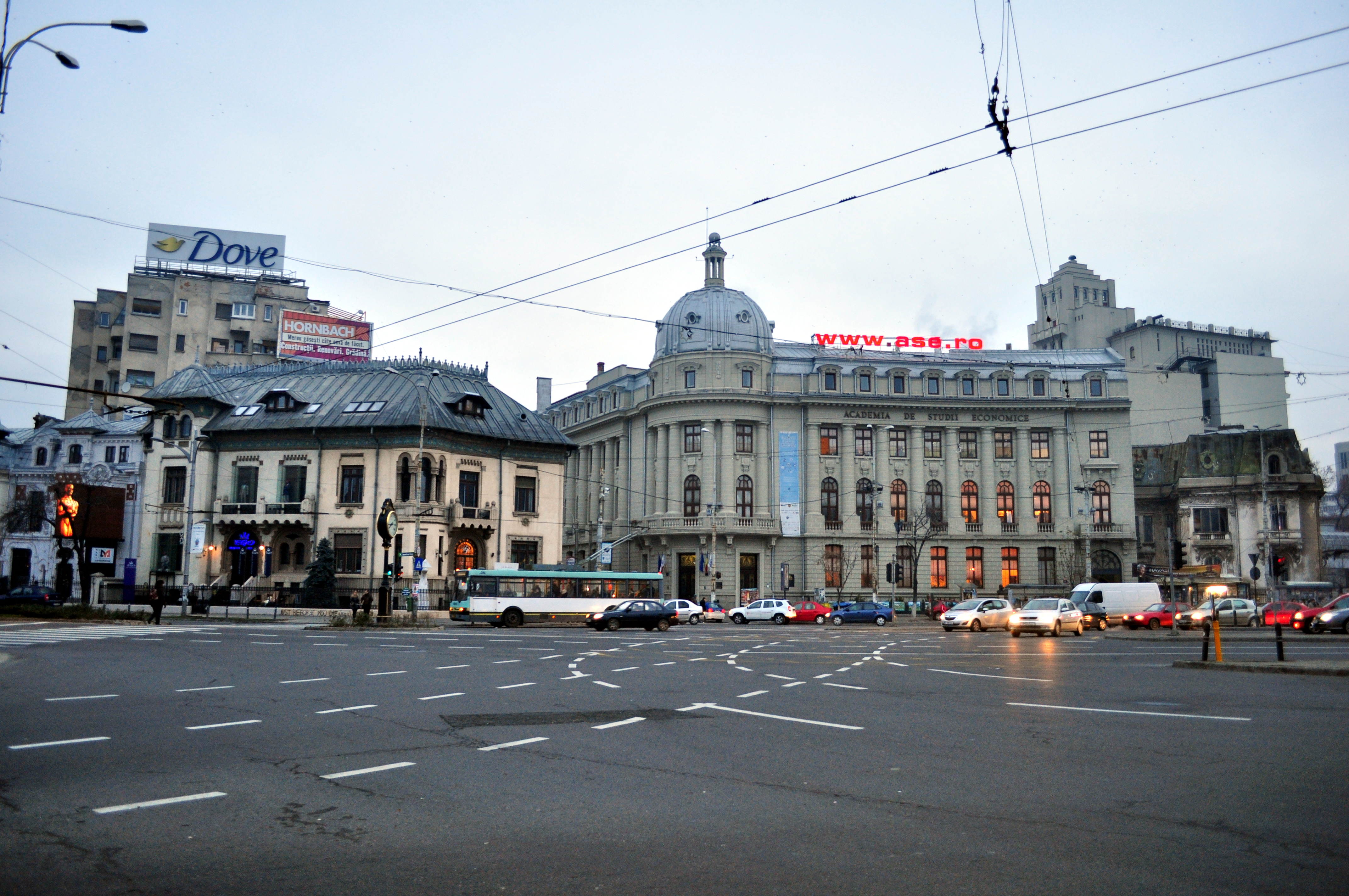
Casa Petrașcu (stânga) și ASE-ul (dreapta)
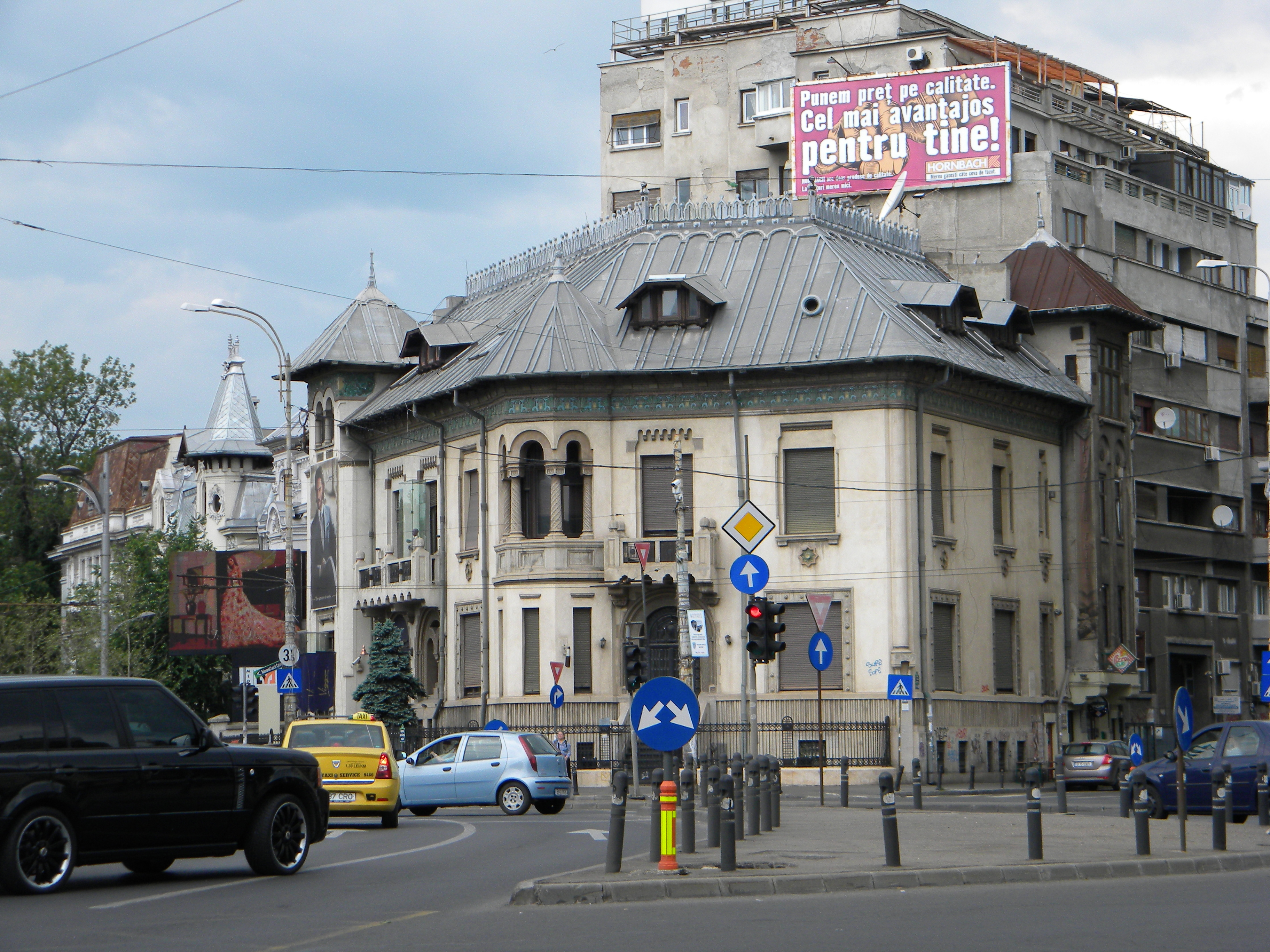
Casa lui Gheorghe Petrașcu de lângă ASE
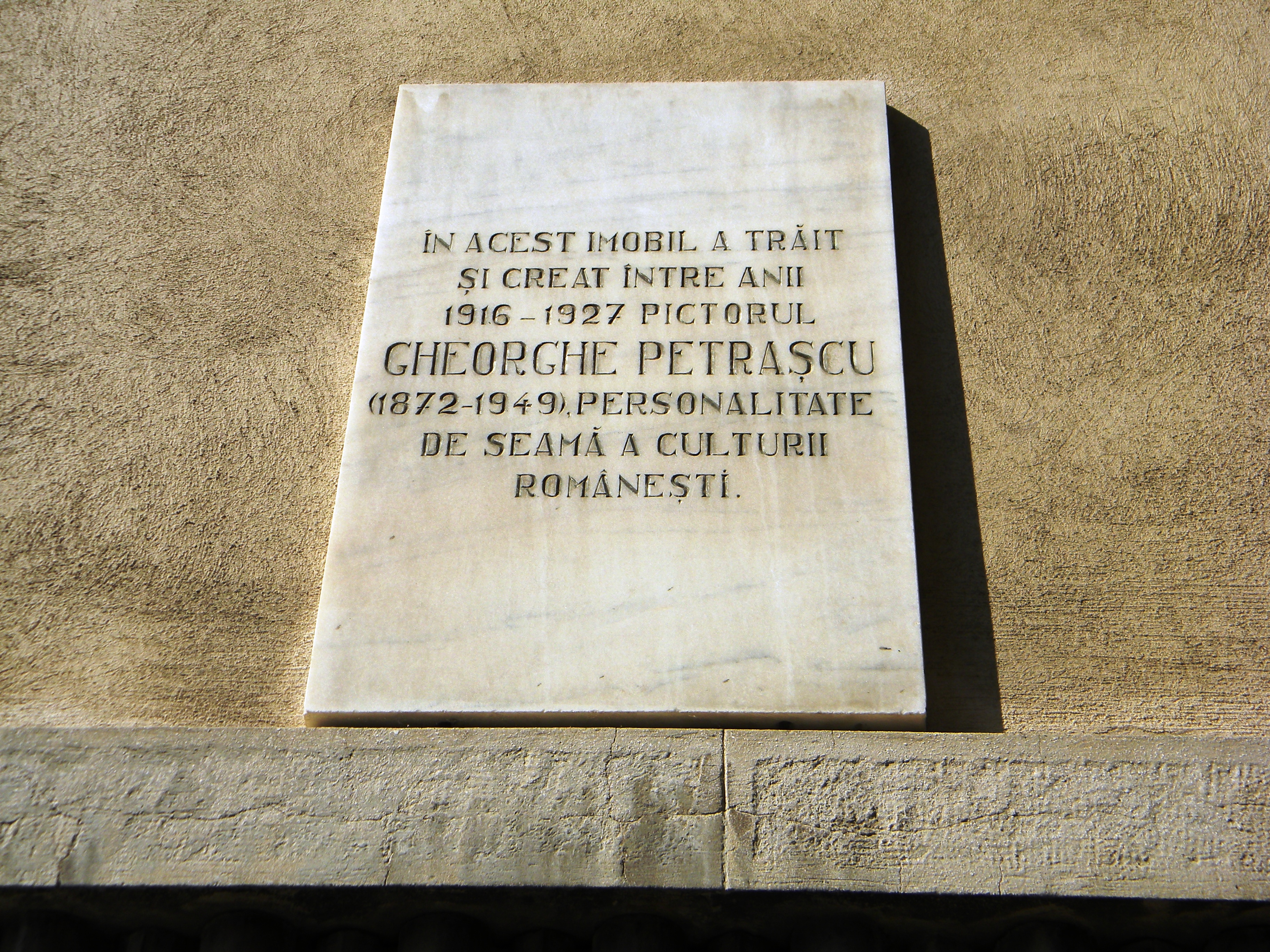
Placa memorială din Căderea Bastiliei nr. 1

În anul 1920, Petrașcu s-a mutat pe fosta stradă Căpitan Aviator Demetriade Gheorghe nr. 3, în apropierea bulevardului Aviatorilor. Locuința de aici era mai încăpătoare și stilul arhitectonic era un compromis între bogata ornamentație a arhitecturii vechi și stilul modernist.

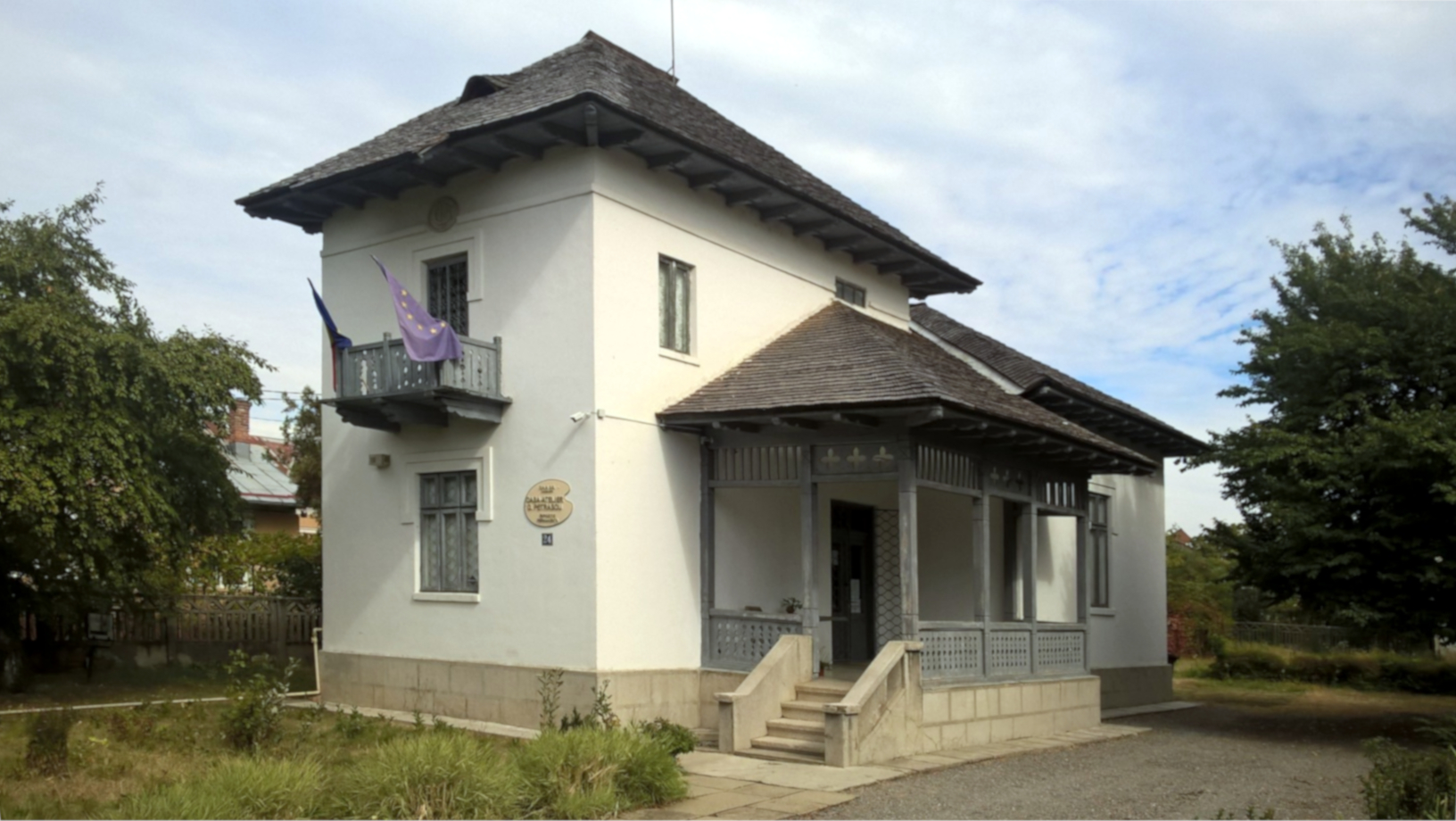
Casa - Atelier „Gheorghe Petrașcu” din Târgoviște
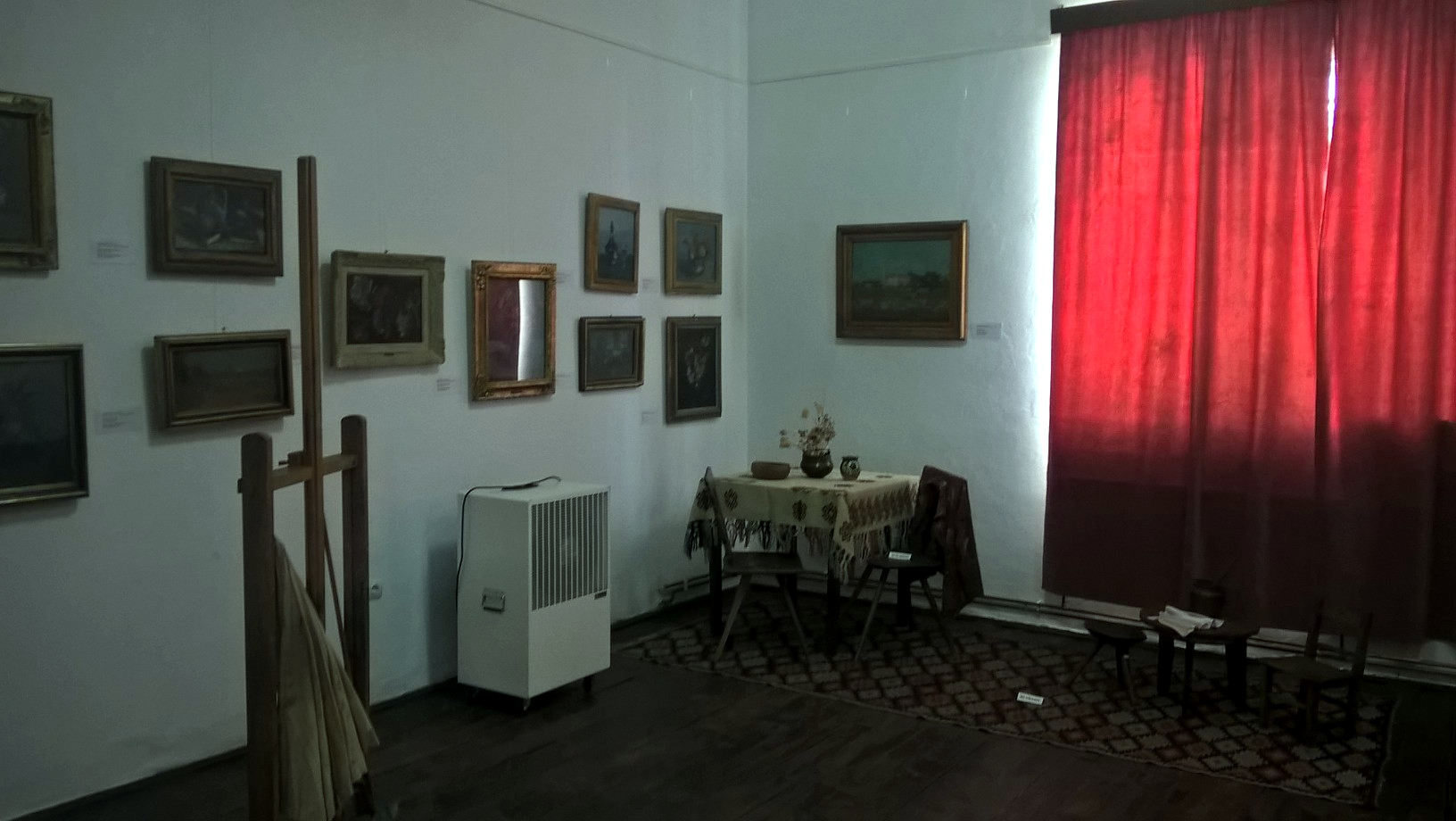
Atelierul de la Târgoviște
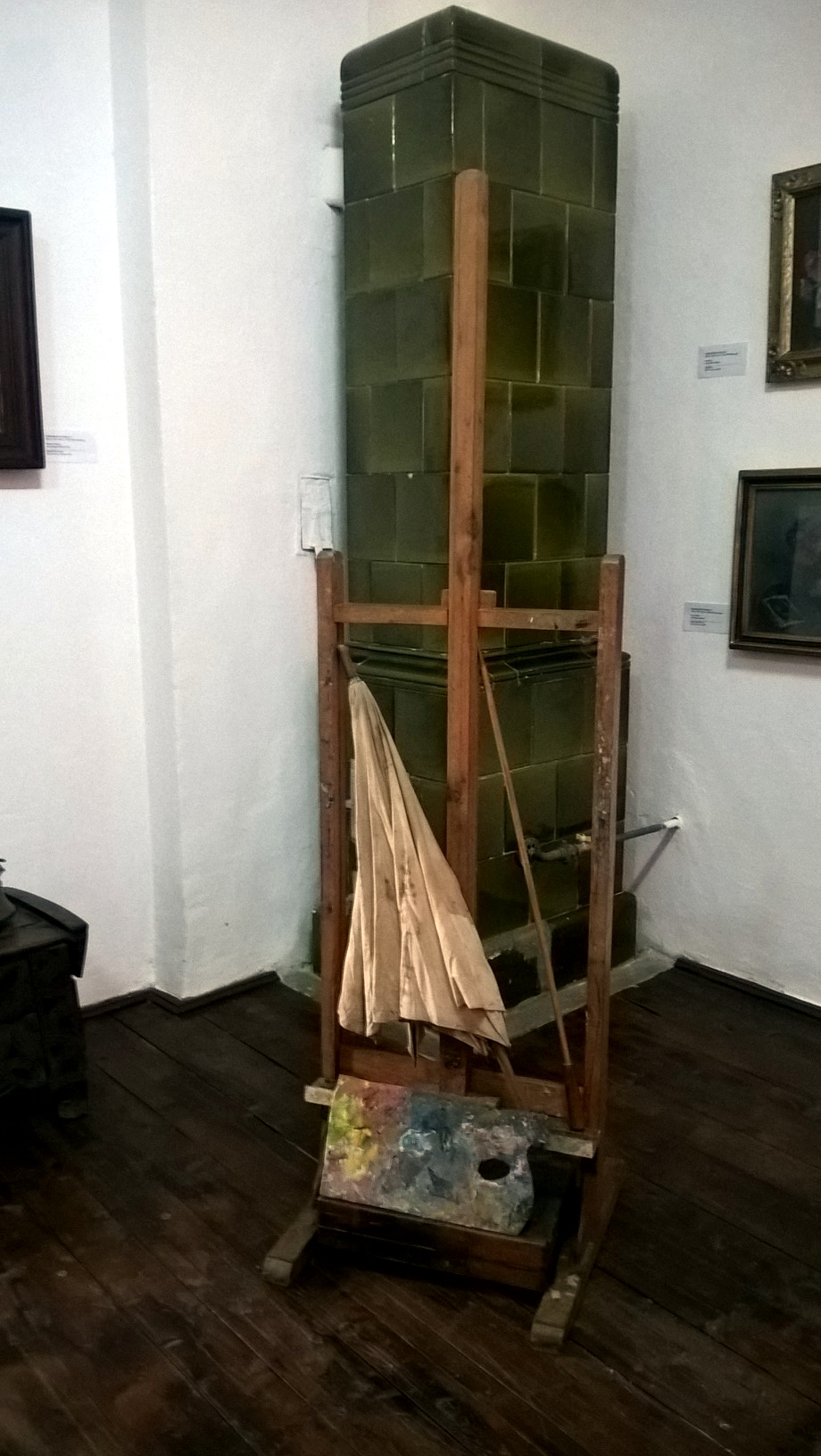
Șevaletul din atelier
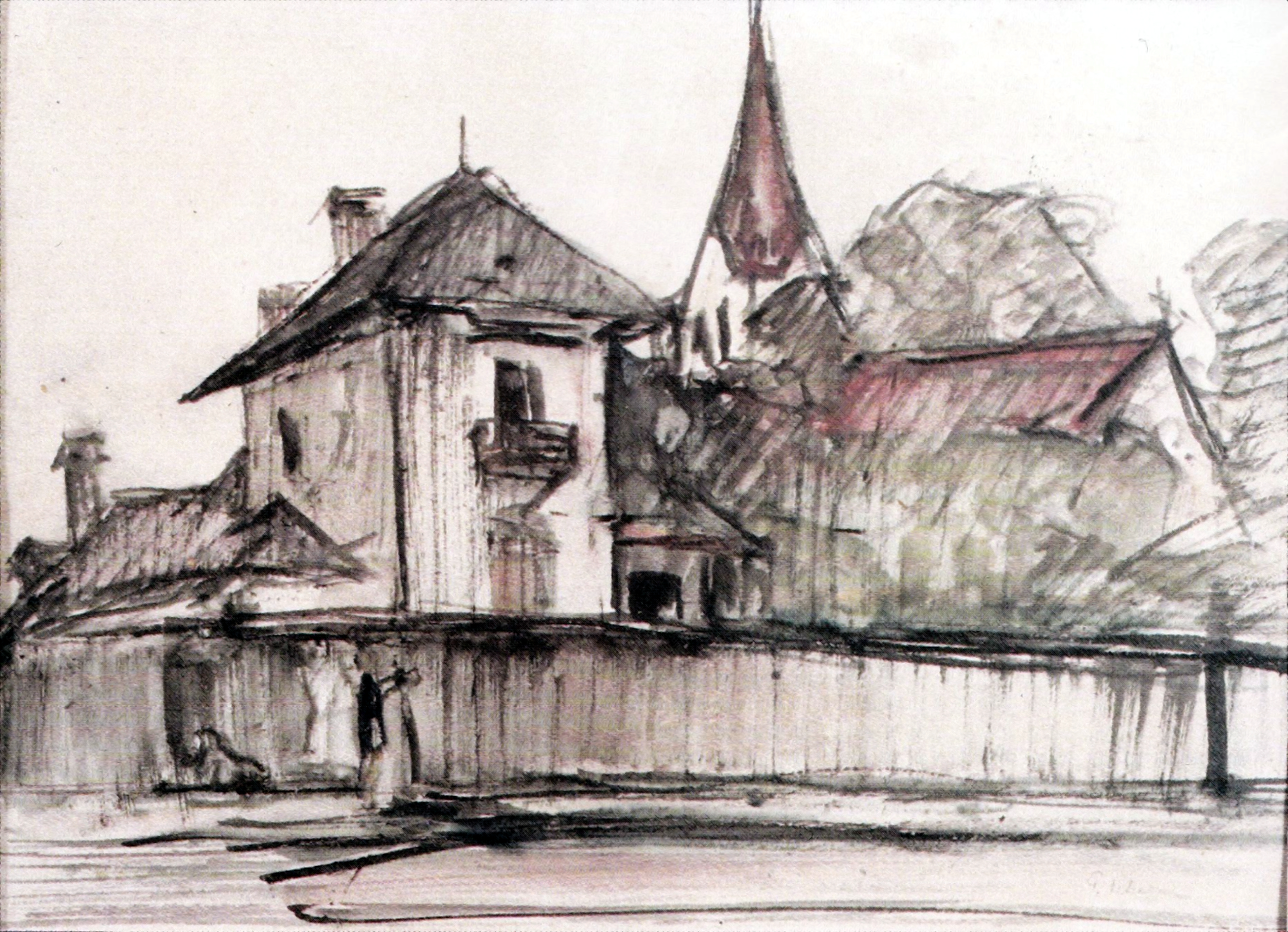
Casa de la Târgoviște - de Gh. Petrașcu

Tot în anul 1920, Petrașcu a vizitat pentru prima oară orașul Târgoviște și ca urmare, în perioada 1921 – 1922, și-a construit o reședință de vacanță unde se retrăgea pentru a picta. Locuința de la Târgoviște avea două camere la parter, cea mai mare fiind rezervată atelierului, și două încăperi la etaj. Începând din anul 1922 până în 1940, artistul a avut o activitate de creație artistică  prodigioasă în atelierul acestei case. Locuința de la Târgoviște a fost inaugurată în ziua de 12 aprilie 1970 sub titulatura de  Casa -  Atelier Gheorghe Petrașcu  și a intrat în circuitul muzeal al României. Muzeul astfel creat, expune fotografii, obiecte cu caracter memorial, peneluri, scrisori, șevaletul, obiecte personale, ș.a.m.d. În anul 1970, muzeul avea un fond de 51 de lucrări în ulei și grafică din toate tematicile abordate de către artist: portrete, peisaje, naturi statice si chiar un tablou timpuriu din ciclul de Interioare.

### Precizarea vocației
În anul 1872 când s-a născut Gheorghe, Vasile (n. 1863) [B] nu terminase școala primară și Nicolae (n. 1856) era coleg cu Alexandru Vlahuță la Liceul Wriad. Ultimii doi erau buni prieteni și își petreceau uneori vacanțele la Tecuci. Istoricul Vasile Florea a opinat că Gheorghe Petrașcu ar fi învățat să scrie și să citească până să fi intrat la vârsta de opt ani la cursurile primare. A urmat apoi gimnaziul din Tecuci. Profesorul de desen Gheorghe Ulinescu a sesizat înclinațiile artistice ale elevului său. 
Nicolae Petrașcu a revenit la Tecuci în anul 1887 dintr-o călătorie la Constantinopol unde a lucrat ca secretar de legație.  În acel moment „... Privind pe fereastră , văzui pe fratele meu culcat pe o scoarță sub salcâmul din mijlocul curții, îngânând un cântec. Trecând apoi în camera din stânga, văzui lângă un dulap pe perete un Cap de Crist cu cununa de spini, făcut cu creionul. Încercarea aceasta îmi păru foarte frumoasă, destăinuin în negrul creionului un viitor colorist. Chemai din curte pe frate-meu și-l întrebai dacă acel cap era de el. Răspunzându-mi afirmativ, îl sfătuii atunci pentru întâia oară să învețe picture. Iorgu, care era încă un copil, mă privea cu niște ochi plini de dragoste și de ascultare, fericit de ceea ce îi recomandam eu. Îi era așa de drag desenul, că vorbele și laudele mele îi udară ochii”. [C]

## Studii

### Cursurile liceale

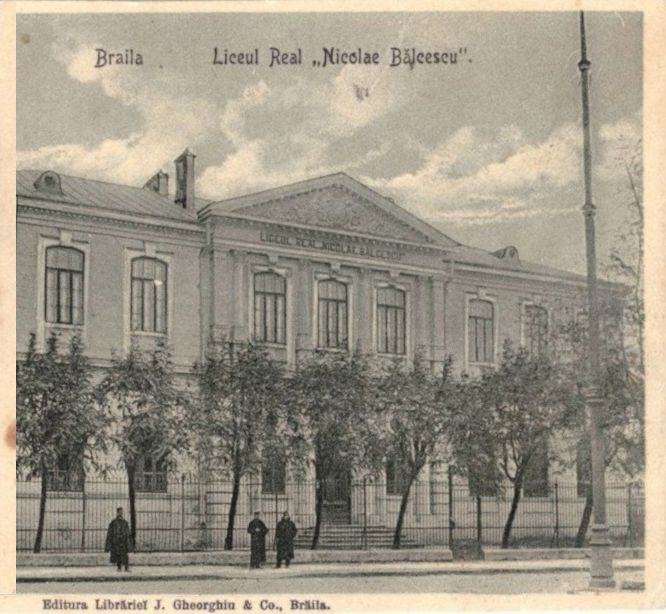
Liceul real „Nicolae Bălcescu” din Brăila – carte poștală din anul 1909

După terminarea gimnaziului, Petrașcu a avut de ales între a urma liceu din Bârlad sau Liceul real din Brăila, la Iași sau București.  Cum Liceul real din Brăila era primul liceu din România ce luase ființă cu un an înainte, în 1888, Petrașcu a luat decizia să se dedice științei fără să stea pe gânduri.  Așadar, a intrat la liceu în anul 1889 și l-a absolvit în 1892, în a doua promoție a acestuia.  La Brăila, ca și la Tecuci, el a fost sfătuit să meargă pe calea picturii. Nu i-a dat îndrumarea profesorul de desen, un oarecare Gheorghe Thomaide, și nici pictorul Henryk Dembiński care era profesor de caligrafie, ci Theodor Nicolau, profesorul de  de științe naturale care era uimit de desenele pe care le realiza Petrașcu pentru temele de zoologie și botanică.
Vacanțele le petrecea la Tecuci unde citea literatură străină, românească și diverse reviste pe care le moștenise de la tatăl său ca Trompeta Carpaților a lui Cezar Bolliac și Reforma lui Valintineanu. În biblioteca vărului său, doctorul Constantin Petrașcu, a găsit La Grande Encyclopédie, Revue Bleue (Revue politique et littéraire), Revue des deux Mondes, La Revue scientifique și multe reviste românești cum era Convorbiri literare. Accesul la cultură a fost în cel privește, facilitat de fratele său Nicolae.  Acesta începuse să frecventeze încă din anul 1888 seratele organizate Junimea. Era un intim al cercurilor artistice ale vremii din care făceau parte George Demetrescu Mirea, Ioan Georgescu și Ion Mincu. De remarcat că cei trei tocmai sosiseră de la Paris și împreună cu Duiliu Zamfirescu, Barbu Delavrancea și Alexandru Vlahuță au înființat Cercul artistic literar Intim Club. 

### Școala de Belle-Arte din București
Așa cum prevedeau regulamentele școlare, după ce a terminat liceul, Gheorghe Petrașcu a dat examenul de bacalaureat la București.  După absolvire, el nu a luat în considerare sfaturile primite privind parcursul său academic. Ca urmare, el s-a înscris la facultatea de științe naturale. În anul 1893, când era student în anul doi, el s-a înscris la Școala de Belle-Arte din București și pentru o vreme a frecventat cursurile ambelor instituții de învățământ superior. În cele din urmă a renunțat la științele naturale pentru a se dedica artelor frumoase. 

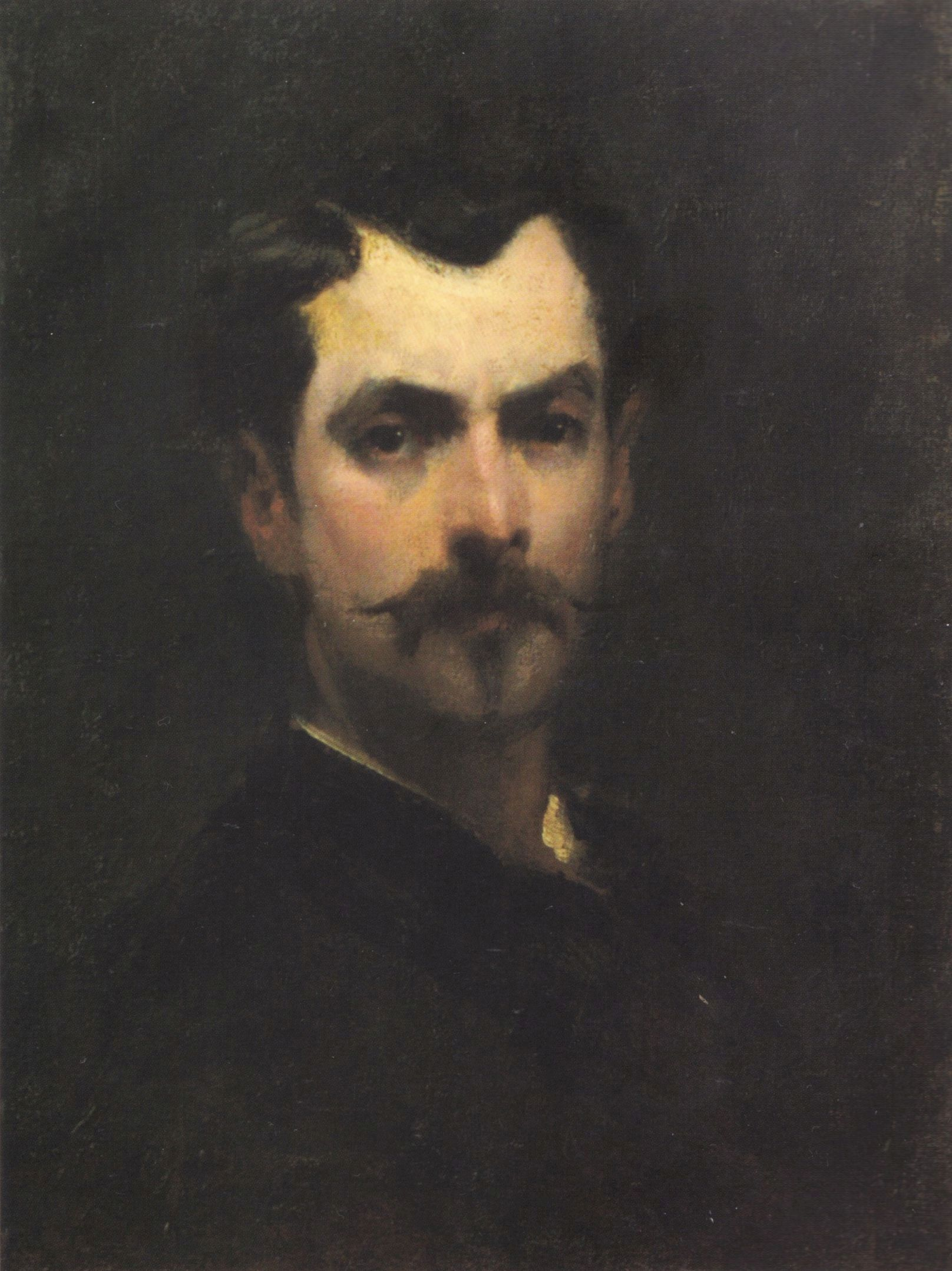
George Demetrescu Mirea

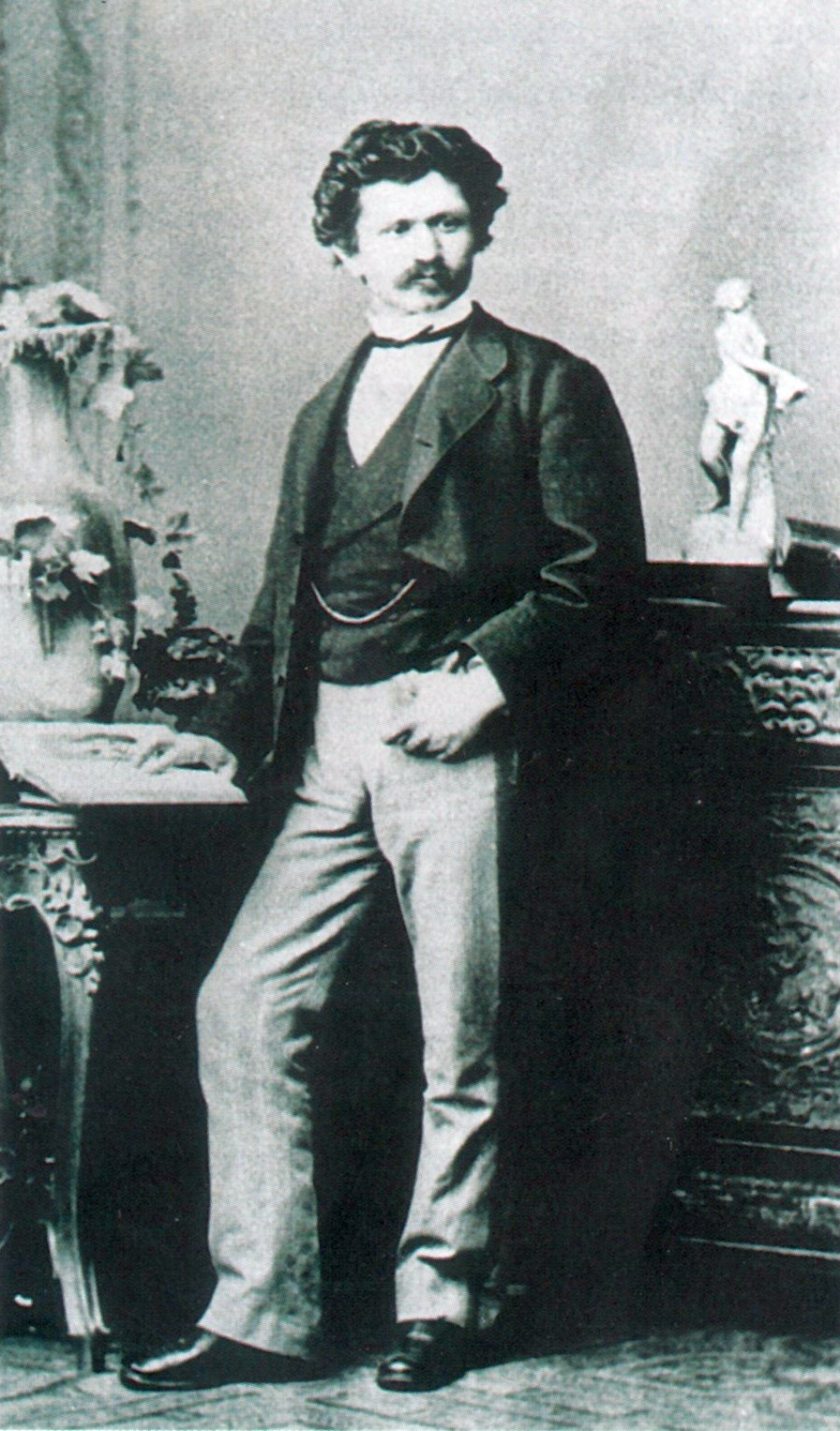
Constantin I. Stăncescu

După cum se știe, în anul 1893 când a intrat ca student la Belle-Arte, școala trecea printr-o perioadă de mari convulsii.  Theodor Aman decedase în anul 1891, Gheorghe Tattarescu se retrăsese în anul 1892 și la conducerea instituției venise Constantin I. Stăncescu, chiar dacă l-a avut contracandidat pe Nicolae Grigorescu. În acea epocă, directorul școlii dirija toată viața artistică bucureșteană. El era cel care organiza Expozițiile artiștilor în viață și la cea din anul 1894 a iritat pe toți artiștii, aceștia făcând plângeri ministrului Tache Ionescu.  Cu toate acestea, el a fost cel ascultat de autorități, fapt pentru care în anul 1896 a avut loc secesiunea românească în artele plastice după modelul evenimentelor similare din vestul Europei.  Secesioniștii l-au avut în fruntea lor pe Ștefan Luchian care avea girul lui Nicolae Grigorescu. Ei au lansat un manifest fulminant care releva ideea emanicipării artiștilor de sub tutela artei oficiale.
Elevii Școlii de Belle-Arte au făcut și ei parte dintre rebeli, doveditor fiind raportul pe care Stăncescu l-a făcut către minister.  Gheorghe Petrașcu era și el menționat împreună cu A.C. Satmari, Pan Ioanid, Theodor Vidalis și mulți alții. Represaliile directorului nu au întârziat să apară, el hotărând să suprime „... recompensele — medalii sau mențiuni — ce au obținut la ultimul concurs ținut în decembrie 1895”. Lui Petrașcu i s-a retras medalia de bronz clasa a III-a la concursul de Perspectivă.  În acest fel, elevii s-au radicalizat, mergând după exemplul artiștilor independenți și la o lună înainte de Expoziția artiștilor independenți din anul 1896, mai mulți elevi au intrat în sala în care se aflau adunate lucrările destinate jurizării și le-au distrus.  Petrașcu nu a făcut parte din acest grup. 
Artistul l-a avut ca profesor pe G. D. Mirea  pe care l-a apreciat și i-a adus cuvinte laudative „... profesor admirabil, lăsând toată libertatea elevilor săi, dar vorbindu-le totdeauna de calitățile esențiale ale unei picturi bune”. De ceilalți profesori „... am ascultat fiindcă așa mi-a fost firea mea: să ascult pe toți și să fac cum simțeam eu.” Rezultatele la învățătură pe care le-a obținut Petrașcu nu au fost unele meritorii. Cum, în acele vremuri nu se acordau elevilor note, ci doar medalii și mențiuni în urma lucrărilor pe care le realizau, Petrașcu în toți cei cinci ani de școală nu a obținut nicio medalie de aur sau argint. S-a mulțumit întotdeauna cu medalia de bronz și cu mențiunile onorifice. [D] Camil Ressu care a intrat la Școala de Belle-Arte în anul 1897, și-a amintit că Petrașcu era considerat ca fiind cel mai slab elev al lui Mirea. După ce i-a menționat pe Alexandru Henția, Pan Ioanid, pe colegii lui Ion Theodorescu-Sion și pe Jean Alexandru Steriadi, Ressu a menționat că Petrașcu a lucrat cu ochelari dubli și că avea o viziune deteriorată de niște tulburări optice.  De aceea el folosea în creațiile lui mult negru. Această caracteristică poate fi văzută în mai toate realizările pictorului indiferent de perioada în care au fost create.  Gheorghe Petrașcu nu a urmat învățămintele pe care profesorii i le prescriau atât la școala bucureșteană, cât și la  cea pariziană.

#### Discipolul lui Nicolae Grigorescu

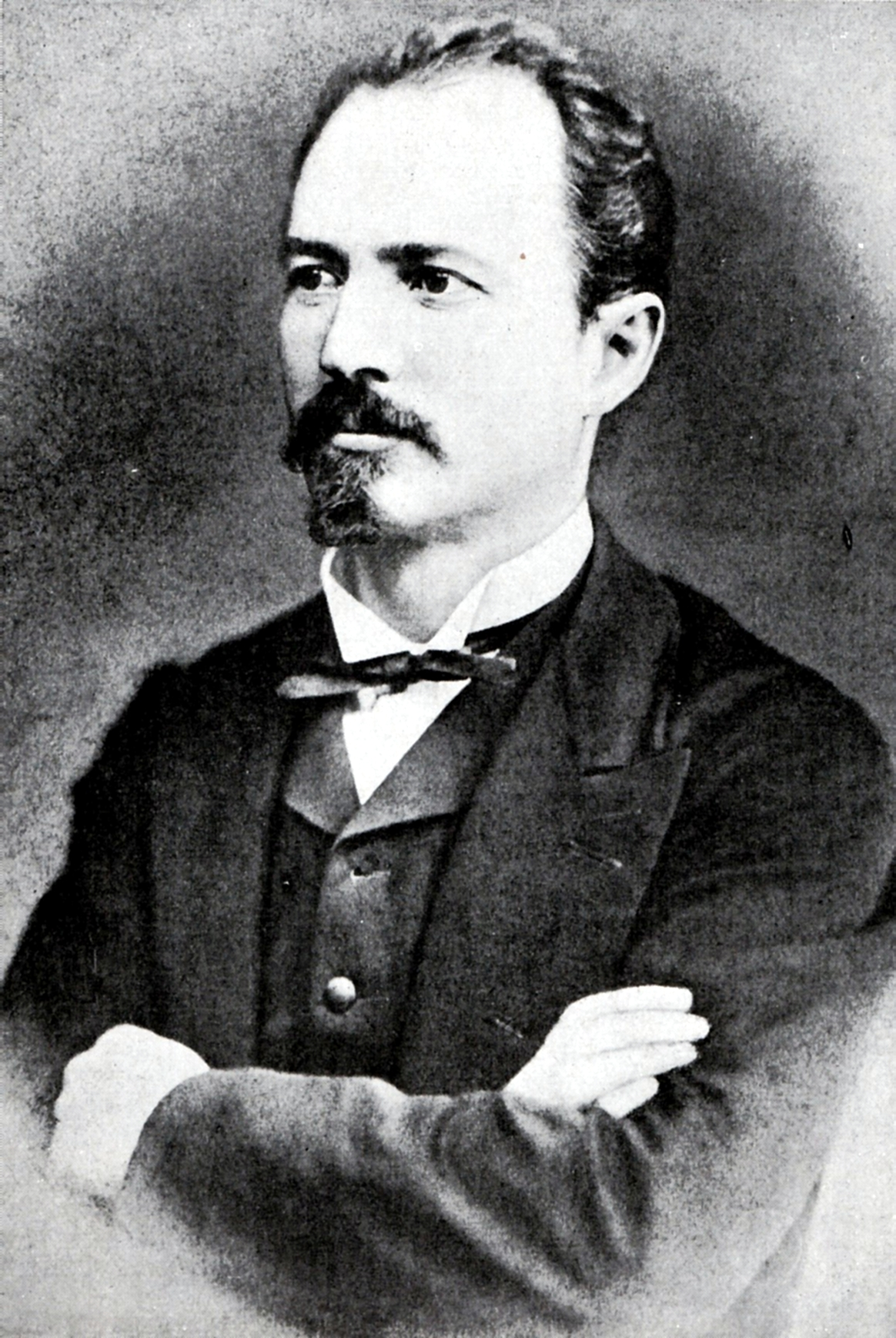
Nicolae Grigorescu

Gheorghe Petrașcu a povestit în timp ce era la studii la Paris că a urmat în paralel cu Școala de Belle-Arte din București, un program de pregătire pe cont propriu cu Nicolae Grigorescu. Într-un interviu pe care Petrașcu l-a dat în revista Rampa a afirmat că școala bucureșteană avea doi profesori pe Mirea și Grigorescu. Astăzi se știe faptul că Nicolae Grigorescu nu a fost niciodata professor la Belle-Arte. Vasile Florea a considerat că artistul a făcut această afirmație deoarece el se considera cu adevărat un discipol al maestrului de la Câmpina.
Realitatea spune că Petrașcu îl vizita foarte des pe Grigorescu, începând din anul 1894-1895, la locuința acestuia, deasupra farmaciei Altân din strada Polonă, colț cu Batiștei. La prima vizită, pictorul a fost însoțit de Ipolit Strâmbulescu și adeseori, după aceea, îl ajutau împreună pe maestru la vernisarea tablourilor pentru pregătirea unor expoziții. Grigorescu i-a arătat pictorului român multă prietenie, la ajutat să primească o bursă și era bun prieten cu Nicolae Petrașcu care i-a scris o biografie. Grigorescu și Gheorghe au avut o prietenie durabilă și datorită întâlnirilor de la Câmpina, Agapia sau Paris. În consecință, artistul a publicat mai multe amănunte biografice despre Grigorescu sub pseudonimul Sanzio.[G]
Din datele pe care le-a analizat critica de artă până la nivelul anului 1989, nu rezultă cu claritate dacă Petrașcu l-ar fi văzut pe Nicolae Grigorescu pictând. Chiar Gheorghe Petrașcu s-a contrazis în toate relatările lui care au rămas posterității. Astfel, în anul 1929 a declarat că  „... ne uitam totodată cu respect la pânzele răspândite prin odăi sau îl urmăream pe maestru în activitatea lui în fața șevaletului.” În interviul său din anul 1931, a afirmat contrariul „... Nu l-am văzut niciodată. pictând. Am fost la el de atâtea ori, dar ori de câte ori ajungeam lăsa paleta din mână”. În interviul luat de Ionel Jianu, Petrașcu a afirmat că îi arăta lui Grigorescu lucrările pe care le făcea și acesta îi făcea o critică plină de sinceritate.
Istoricul Vasile Florea și-a exprimat părerea că nu era neapărat necesar ca discipolul să asiste la modul cum picta Grigorescu pentru a-l consindera pe cel din urmă ca mentor. Realitatea a spus că Gheorghe Petrașcu i-a păstrat lui Grigorescu o vie admirație pentru tot restul vieții sale. Admirația a fost dublată și de imitație, deoarece discipolul era interesat de creația proaspătă a mentorului ce contrasta flagrant cu tot ceea ce se preda în acele timpuri la Belle-Arte în București. Petrașcu a învățat de la Grigorescu cu mult mai mult decât de la oricare dintre alți artiști români.
Se știe că Petrașcu a făcut câteva copii după Grigorescu, așa cum sunt Cap de femeie și Ciobanul cu oile datat în anul 1897. Tradiția orală spune că a mai făcut copii împreună cu Ipolit Strâmbulescu, pe care le vindeau la prețuri bune.

#### Nicolae Grigorescu și obținerea bursei de studii la Paris

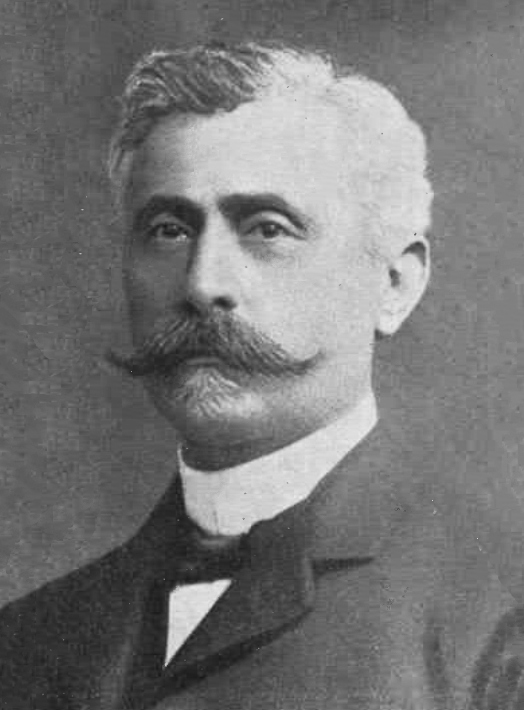
Spiru Haret

În anul 1898, Gheorghe Petrașcu a absolvit Școala de Belle-Arte din București. Cum rezultatele școlare nu i-au permis să obțină o bursă de studii în străinătate, acordată prin intermediul școlii, Nicolae Petrașcu l-a rugat pe Nicolae Grigorescu să-și aducă aportul la un astfel de demers.[E] Ca urmare Grigorescu a vorbit cu Spiru Haret, care era în acel an ministrul instrucțiunii publice, care a răspuns afirmativ cererii. [F] Bursa pe care ministerul a acodat-o lui Petrașcu, de 1200 de lei (1898), făcea parte din fondul Iosif Niculescu. În consecință, Gheorghe Petrașcu i-a trimis în ziua de 19 noiembrie 1898 lui Grigorescu o scrisoare de mulțumire din Paris, 29 Rue Gay Lussac..
Intervențiile lui Grigorescu pe lângă Spiru Haret s-au repetat și în anul 1901, dovadă stând altă scrisoare cu mulțumiri pe care Petrașcu i le-a trimis. În această perioadă artistul s-a întâlnit cel puțin de două ori, probabil în vara anului 1900, cu Grigorescu la Agapia unde maestrul se afla împreună cu Barbu Delavrancea și Alexandru Vlahuță. Din mărturisirile lui Petrașcu, el i-a prezentat maestrului câteva lucrări pe care le făcuse, Grigorescu apreciindu-i cea intitulată După ploaie la Agapia. Ca urmare, Delavrancea, mizând pe expertiza lui Grigorescu, i-a achiziționat tabloul pentru Primăria Bucureștiului din prima expozție personală pe care Petrașcu a organizat-o. 
A doua întâlnire dintre Petrașcu și Grigorescu s-a produs la Paris cu ocazia Expoziției internaționale. Grigorescu l-a vizitat la atelier și i-a studiat lucrările, după care s-au plimbat prin expoziții, prin Grand Palais.  O a treia întâlnire s-a produs în anul 1903 când pictorul l-a vizitat pe Grigorescu la Câmpina.  Amintirile despre Grigorescu l-au urmărit toată viața și le-a evocat în repetate rânduri. Cel mai înalt omagiu pe care l-a adus lui Nicolae Grigorescu a fost cu ocazia primirii sale în Academia Română din anul 1937. 

### Momentul 1900 la Paris
Momentul 1900 în capitala Franței presupune o analiza aprofundată al ultimului deceniu al secolului al XIX-lea și al primului deceniu al secolului al XX-lea. Triumful inovațiilor prezentate la Expoziția Universală de la Paris din anul 1889 a avut ca prim reper construirea Turnului Eiffel, moment în care s-a introdus fierul pentru prima oară în arhitectură. Cel de al doilea reper incontestabil a fost declanșarea primului război mondial. În plan artistic, un alt reper, a fost marea expoziție cu creația lui Paul Cézanne deschisă de negustorul de artă  Ambroise Vollard în anul 1895.  Prin simetrie temporală, în anul 1907, după moartea lui Cézanne din 1906 și pornind de la opera sa, s-a inaugurat cubismul, curent care a avut în istoria artelor ample consecințe artistice, vezi Domnișoarele de la Avignon de Pablo Picasso.
Similar evenimentelor secesioniste de la Paris, Expoziția artiștilor independenți din anul 1896 de la București s-a constituit într-un eveniment de început al unei noi etape în artele din România. Cu această ocazie reveriile idilice ale epigonilor lui Grigorescu au început să pălească. Grăitor este volumul de amintiri intitulat Călare pe două veacuri al memorialistului Sextil Pușcariu, analiză care s-a limitat tot la o perioadă simetrică, 1895-1905.
Gheorghe Petrașcu a ajuns la Paris după o scurtă escală la München. El este cel care a poposit cel mai puțin în capitala Bavariei dintre toți artiștii români. Nu au rămas posterității niciun fel de informații sau urme pe care pictorul le-ar fi lăsat la München. [H] Puterea de atracție a Parisului a fost în continuă ascensiune de-a lungul anilor, astfel încât notorietatea de care se bucurase München-ul intrase în declin. Voga müncheneză se datorase, la nivel istoric, stingerii ecourilor pașoptiste și a creșterii afirmării ideologiei junimiste. Exponenți ai primenirii ideologice au fost Ion Slavici, Mihai Eminescu, Ion Luca Caragiale, Alexandru Xenopol și mulți alții. Primul care-și schimbase orientarea a fost Alexandru Macedonski care trăia și scria la Paris și mai apoi Dimitrie Anghel din anul 1893 trăia entuziasmant „… noua religie a simbolismului”. Pe Petrașcu îl mai precedaseră la Paris, Theodor Cornel, Alexandru Bogdan-Pitești, dar și Ștefan Luchian cu cinci ani mai devreme și chiar Theodor Aman, Ion Andreescu și George Demetrescu Mirea în vremurile mai vechi. Alții l-au găsit pe Petrașcu la Paris. Așa au fost Ștefan Popescu, Ipolit Strâmbulescu, Kimon Loghi, Constantin Artachino, Eustațiu Stoenescu, Ludovic Bassarab, gravorul Gabriel Popescu și Dimitrie Serafim. Cu Serafim, Stoenescu și Artachino, Petrașcu a fost coleg la Academia Julian.

#### Student la Academia Julian

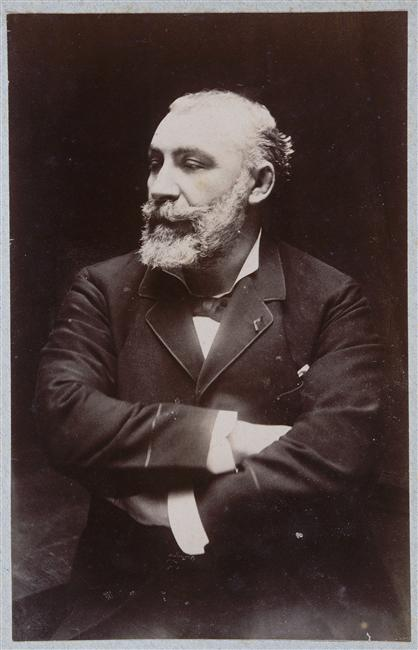
Rodolphe Julian (1839-1907), fondatorul Academiei Julian

Gheorghe Petrașcu a urmat cursurile Academiei Julian, dar fără prea mare determinare. După cum se știe, a lucrat ca Ștefan Luchian în atelierul lui William-Adolphe Bouguereau. A mai avut profesori pe Benjamin-Constant, Jean-Paul Laurens și Gabriel Ferrier. Artistul nu a prea avut ce învăța de la acești reprezentanți ai artei oficiale pariziene, mai ales de la Bouguereau care era un campion al academismului. În toate evocările pe care Petrașcu le-a făcut, trecea foarte repede peste anii de formare plastică.  A afirmat că mergea mai mult la cursurile de desen și prin expozițiile și muzeele din Rue Laffite unde putea vedea lucrările expuse de către impresioniști.   Din obligațiile sale față de cursurile de la Academia Julian se cunosc doar lucrările Orfeu în infern și Căderea Troiei. În vizita pe care Nicolae Grigorescu i-a făcut-o la Paris în anul 1900, acesta a văzut cele două compoziții și a rămas dezamăgit.  A văzut, în schimb, câteva lucrări după natură realizate de Petrașcu în pădurea Fontainbleau și l-a încurajat să meargă în acea direcție în arta sa.

#### Boema pariziană
Dacă raportul său cu Academia Julian suferea de o atitudine rezervată, pe de altă parte Gheorghe Petrașcu a trăit la Paris într-o atmosferă plină de efervescență în comunitatea românilor ce se aflau acolo. El și-a creat legături cu majoritatea scriitorilor și artiștilor amintiți mai sus. Din relatările acestora în care apare și numele lui, se constată o manifestare moderată. Participant la boema românească de prin cafenelele din Montmartre, Petrașcu nu a avut nici subtilități teoretice ca Ștefan Popescu  și nu a fost niciun interlocutor pasionat ca Dimitrie Anghel, dar avea întotdeauna o replică categorică. La Paris, românii frecventau cafenelele Cluny, La café Vachette, braseria Chatelet, La Bullier, similară lui Moulin Rouge din Cartierul Latin sau la Closerie de Lilas. Prezența lui Petrașcu la astfel de întâlniri a fost pitoresc evocată de către Sextil Pușcariu alături de Ștefan Octavian Iosif, Dimitrie Anghel, Ștefan Popescu, Ipolit Strâmbulescu și Kimon Loghi: „… Cu barba-n cioc, cu pantalonii de catifea în tire-bouchon, cu cravata legată într-o fundă artistică, jurai că Petrașcu cobora din Montmartre, dacă vorba lui răspicată de moldovean nu ar fi trădat altă patrie”.[I]
Întâlnirile de la Closerie  de Lilas nu erau idilice, chiar dacă Pușcariu i-a găsit un farmec aparte. Acesta a recunoscut că din cauza faptului că grupul de români devenise prea mare, cu tot felul de persoane care nu erau pe placul celorlalți, de multe ori nu se putea realiza o coeziune și o atmosferă  caracterizată de intimitate. Restrângându-se la un grup de șase persoane: Dimitrie Anghel, Șt. O. Iosif, Virgil Cioflec, Sextil Pușcariu, Kimon Loghi și Gheorghe Petrașcu, noul grup și-a mutat sediul de la Closerie de Lilas la  o cafenea din fața gării Montparnasse. De aici, grupul se refugia apoi la atelierul lui Kimon Loghi, unde Turcu (porecla lui Loghi) făcea ceaiul sau cafeaua.

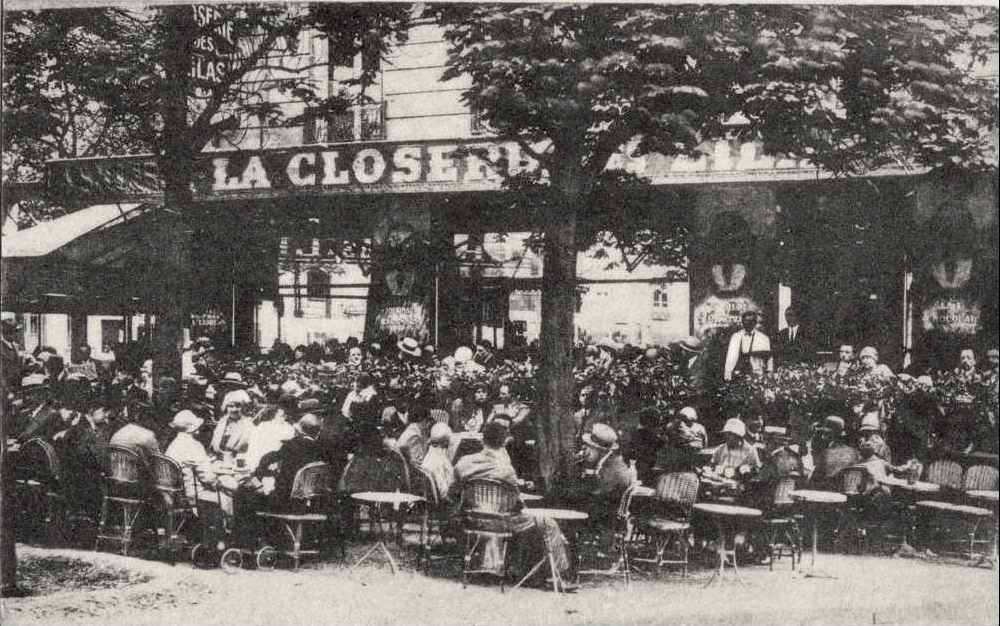
La Closerie des Lilas în anul 1909

La atelierul Turcului se dezbăteau evenimentele sociale sau politice, mai ales că Ștefan Popescu, care coresponda cu Dobrogeanu-Gherea, și Dimitrie Anghel aveau afinități socialiste. Tot la Turcu, discuțiile în jurul artelor și literaturii deveneau pasionante. Aici s-a luat contact cu ideile simboliste, considerate de către unii decadente. Paul Verlaine și Albert Samain ca și pictorii din grupul Les Nabis erau pe buzele tuturor. Petrașcu asculta și la final „… mântuia o controversă cu o vorbă tare și apăsată, ca liniile groase și culorile păstoase pe care le întrebuința în pânzele sale.” Aici, poeziile lui Șt. O. Iosif și Anghel erau recitate înainte ca ele să fie trimise de Petrașcu în România pentru publicare în revista Literatură și artă română al cărei conducător era Nicolae Petrașcu. Aceste întâlniri au fost evocate de Iosif și Anghel mai târziu sub pseudonimul A. Mirea: „… Trăiam la Paris, pe atunci, un grup de tineri pe care-I adunase întâmplarea și fiecare aducea nota lui aparte… Ne întâlneam regulat, cel puțin o dată pe săptămână, într-o cafenea sau în alta și stam de glume și povești până târziu. Rechem trecutul și revăd în jurul mesei de marmură simpaticile fețe… Petrașcu cu umorul lui sănătos de moldovean, bogat în anecdote și apropouri vesele…”
Virgil Cioflec a amintit și el că „… într-un atelier de pictură din strada Veaugirard a Parisului, o bună bucată de vreme, aproape doi ani, sara se întâlneau câțiva tineri dornici de a tăinui laolaltă. Legătura de prietenie era așa de puternică încât aproape o grijă îi cuprindea pe toți când se întâmpla ca unul să întârzie. Aci se punea țara la cale, se ceteau versuri. În mijlocul acestor tineri, cu glasul potolit și limpede și-a zis Iosif pentru prima oară cele mai frumoase poezii ale lui. Copilul răsfățat și îndrăzneț, nota cea mai pariziană era Anghel. El ne învăța canțonetele cele nouă… În răstimp, de se brodea să tacă toți, Pătrașcu, Baciu, devenit mai târziu castelanul Il Bacio, se înțepenea cu amândouă coatele pe masă și arunca îndesat, greoi, moldovenește: „… Mai spuneți măi feciori, vreo jitie! Când tăceți, n-aveți niciun haz”. Și nu prea se tăcea, mai ales că se elaborau intens planuri de viitor. Societatea Tinerimea artistică înființată în 1901 avea să fie visul tradus în faptă, zămislit tocmai în cursul unor asemenea fructuoase dezbateri… Din aceste întâlniri unde vorbeam artă și literatură, din asemănarea de vederi, dintr-o mare prietenie și mai ales din aprinsă dorință de a folosi țării, s-a născut ideea fondării unei societăți de arte, cu menirea de a crea în țara românească un curent sănătos, cu adevărat artistic. La început patru, mai pe urmă șase și mai târziu opt pictori, caută și găsesc calea cea mai potrivită pentru întemeierea ei. Egalitatea de drepturi fiind luată ca temelie, redactarea statutelor era numai o formalitate – Societatea Tinerimea artistică, de fapt exista.” 

#### Ultimii doi ani la Paris
În ultimii doi ani în care a stat cu intermitențe la Paris, pentru terminarea studiilor, grupul românilor de la Closerie de Lilas s-a destrămat, pentru că cei mai mulți dintre ei s-au reîntors în România. Desigur că aceștia nu au fost toți cei cu care a comunicat Petrașcu în capitala Franței. Dintre celelalte personaje se distinge criticul de artă Theodor Cornel, pe numele său  Toma Dumitriu. El și-a petrecut copilăria la Iași și era de aceeași generație cu artistul. De asemenea, o diferență importantă este că nu făcea parte din categoria celor din care provenea Petrașcu și se zbătea tot timpul în lipsuri materiale de netrecut, el trăind în permanență într-o sărăcie lucie. Din această cauză, probabil și-a ales și pseudonimul Tristis cu care semna cronicile pe care le scria pentru ziarul Evenimentul. Cornel se afla la Paris din anul 1896 și era un obișnuit al cafenelelor unde, așa cum a declarat el, se putea scrie „… istoria românismului la Paris”. Se pare că Petrașcu era în relații cordiale cu Cornel pentru că se presupune că era unul din cei care colaborau la editarea reviste bilingve Revue franco-roumaine. După cum se cunoaște, revista a fost înființată de Stan Golestan împreună cu Theodor Cornel în anul 1901, ca o exalare a Le cercle d’acier, un cerc artistic fondat la inițiativa lui Cornel în anul 1899. Cercul a reunit pe pictorii francezi Gilbert Dupuis, Bernard Naudin, Bouquet și pe gravorul Victor Vibert.

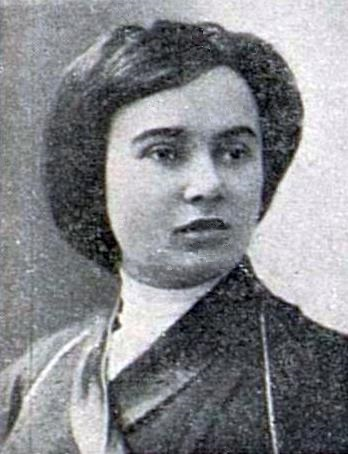
Cecilia Cuțescu-Storck

Theodor Cornel
Ajutați Wikipedia și găsiți imaginea

Istoricul Vasile Florea a afirmat că privind prin prisma experienței pe care a căpătat-o ajutându-l pe Nicolae Petrașcu în editarea revistei Literatură și artă română. Gheorghe ar fi fost interesat de publicația lui Cornel, deoarece el apare în colectivul de redacție. În schimb, în cele doar câteva apariții ale revistei, Petrașcu nu are niciun articol publicat. Cert este că a rămas în relații bune cu Cornel. O bizarerie este că Theodor Cornel, cu toate că se știe că frecventa atelierele mai multor artiști români la Paris, așa cum au fost Constantin Brâncuși, Frederic Storck, Nicolae Gropeanu, Cecilia Cuțescu-Storck, se pare că nu l-a vizitat niciodată pe Petrașcu deoarece, de abia în anul 1908 scriind o cronică despre o expoziție a Tinerimii artistice a afirmat că „… azi văd întâia oară pictura acestui artist și ce sărbătoare în sufletul meu!... ” 
Din relația lui Petrașcu cu Cecilia Cuțescu-Storck ce a avut și conotații epistolare aflate sub semnul lui Cupidon, [J] reiese că acesta nu accepta vizite în intimitatea atelierului său. Cecilia Cuțescu a afirmat că „… Gheorghe Petrașcu și Ștefan Popescu mă vizitau din când în când, iar eu, de asemenea, mă duceam uneori să le văd lucrările. Ce firi deosebite aveau acești prieteni; Popescu îmi arăta cu plăcere tablourile lui, în timp ce Petrașcu, deși ne prețuiam reciproc, era mai închis, nu voia în ruptul capului să văd ce a lucrat. Pe câte știu, trăsătura aceasta i-a rămas până la urmă; niciodată nu i-a plăcut să-ți arate tablourile înainte de a le expune”. Se știe și faptul că Petrașcu nu a expus niciodată la Salonul Oficial de la Paris. A trimis două tablouri dar nu i-au fost acceptate. Despre unul dintre refuzuri a amintit Cecilia Cuțescu și a recunoscut și el. A expus, în schimb, la expozițiile de la București cu tablouri realizate la Paris în anul 1900, 1903 și mai târziu. În anul 1902, artistul a revenit definitiv la București.

## Tendințe și influențe

### Tendințe - Momentul 1900 în România
Formarea artistică a lui Gheorghe Petrașcu și începuturile evidențierii lui ca pictor, au coincis cu un mare moment de răscruce în arta și cultura din România.  Acesta a fost caracterizat de o acută nevoie de schimbare după multe decenii de luptă dintre ultimele bastioane ale pașoptismului și junimismul politic. În imediata apropriere a celui din urmă s-a poziționat tânăra, dar robusta, mișcare socialistă. Prin simplificarea fenomenului se poate spune că lupta s-a dus între curentul național și modernism. Momentul 1900, înțeles în România prin extensie, de la mijlocul anilor ’90 ai secolului al XIX-lea și până la începutul  primului război mondial, s-a numit ca fiind așa zisul moment național. Cei care au studiat și au analizat această perioadă, i-au fundamentat motivația istorică pornind de la baze teoretice. Astfel, nerealizarea pe deplin a revendicărilor revoluției burghezo-democratice de la 1848, coroborate cu caracterul nesatisfăcător al reformelor din anii ’60 ai secolului al XIX-lea, au dus la degradarea situației țărănimii ce reprezenta peste 90% din populația țării. Acest fapt s-a constituit într-un prim deziderat de atins și a reclamat o soluționare imediată și radicală. O dată cu formarea statului modern român a apărut și cel de al doilea deziderat care a presupus întregirea noului stat cu teritoriile românești din afara granițelor existente. Astfel, s-au activat pe plan literar-artistic, cultural și politic toate instrumentele pentru aducerea Transilvaniei în granițele României.
Cele două deziderate s-au manifestat în domeniul artei, culturii și literaturii, sub forma unui curent național puternic de natură social-romantică, fapt confirmat de cercetătorii din domeniu. Exponentul acestui curent a fost semănătorismul care s-a definit ca un romantism degradat prin anacronism și exgerare. Ovid Densușianu l-a caracterizat ca fiind un romantism minor și George Călinescu ca un mic romantism provincial și rustic. Atât semănătorismul, cât și junimismul, ca și poporanismul, acesta nefiind străin de ideile socialiste, au fost curente care au urmat interesele micilor producători și moșierimii. Ele au criticat capitalismul, blamându-l, și au vrut ca România să-l ocolească exprimându-și opțiunea pentru o dezvoltare eminamente agrară. Din aceste cauze, s-a constatat orientarea fără excepție către etnicism și în special către repulsia afișată pentru oraș, urbanizare, ca locuri ale pierzaniei, ale prăbușirilor și alienării.
Cu toate că semănătoriștii cei mai încăpățânați, aveau cele mai bune intenții „… tradiția s-a transformat în tradiționalism, evocarea trecutului istoric, în paseism, compasiunea pentru soarta țărănimii într-un misticism țărănesc care — paradoxal — eluda,tocmai aspectul social al acțiunii, evocarea satului în idealizarea Iui, specificul național în naționalism și șovinism, stăvilirea excesului de traduceri, în sever protecționism cultural.” Prin contrast cu curentele agrariene, a apărut timidă la început și mai apoi deosebit de viguroasă, mișcarea simbolistă ce a fost denumită mai târziu ca Arta 1900. Simboliștii au militat pentru sincronizarea artei autohtone cu cea apuseană, pentru emaniciparea față de formulele conservatoare ale tradiției. Apărut ca o reacție a nemulțumirilor generate de înfrângerea Comunei din Paris, ca o stare depresivă decadentă, mișcarea simbolistă a ajuns în România ca o stare explozivă căreia îi lipsea scânteia pentru detonare. România a fost pregătită pentru a recepta simbolismul, modelele apusene jucând rolul de promotor.

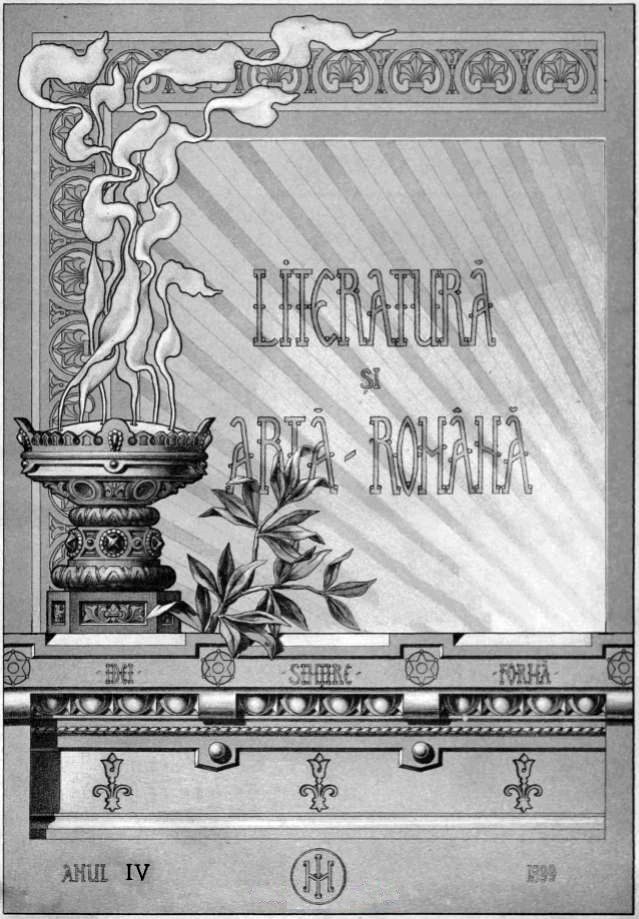
Revista Literatură și artă română - 1899

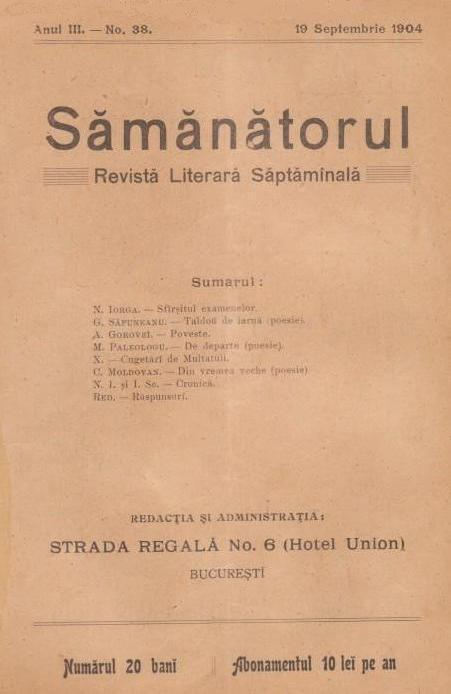
Revista Sămănătorul – 19 septembrie 1904

Un rol important pentru estetica semănătoristă  l-a avut revista Literatură și artă română  condusă de Nicolae Petrașcu, care prin idei, simțire și formă a făcut trecerea de la Junimea la Sămănătorul. Astfel Ilie Torouțiu a semnalat că ea avea în program un zvon presemănătorist în care cosmopolitismul maiorescian a fost un motiv pentru lansarea unora și retragerea altora. Tendința revistei era categorică în sprijinirea artei și literaturii autohtone, dar a permis, folosind termeni plini de ambiguitate, deschiderea unei căi spre unele modernizări de expresie și înnoire. Pe de altă parte, ținând cont de tendința ei principală, ce era una națională, Nicolae Iorga i-a adus elogii, așa cum au existat rezerve pentru concesiile pe care ea le-a făcut spiritului modernist. Prin comparație cu revista Sămănătorul, Literatură și artă română a dovedit o apetență pentru curentele artistice nou apărute. Prin faptul că revista era la modă și reflecta mersul lucrurilor în evoluția lor, ea a primit medalia de aur la Expoziția Universală de la Paris din anul 1900. Un argument pentru această analiză critică este chiar coperta revistei, care are o cățuie de formă neoclasică din care se ridică flăcări stilizate în stil Secession – Art Nouveau, prin comparație cu cea a Sămănătorului ce era așa cum a caracterizat-o Nicolae Iorga „… modestă revistă în alb veșmânt de minorosiță, fără chemare, fără ornamente”.
Gheorghe Petrașcu a trăit în casa lui Nicolae Petrașcu și cunoștea prea bine linia directoare a revistei condusă de acesta.  În perioada 1906 – 1907, a publicat chiar el sub pseudonimul Sanzio cronici despre artă. A văzut necesitatea de schimbare în artă, exact așa cum în literatură spiritele mai puțin obediente tradiționalismului, au căutat metode și drumuri noi pentru a ieși de sub umbra lui Mihai Eminescu. El a sesizat că în artă se manifesta într-un spirit semănătorist, o reacție  la idilismul edulcorat  și fără gust al epigonilor lui Nicolae Grigorescu, precum și o atitudine la academismul mortificat în forme rigide. De asemenea, Petrașcu cunoștea experiențele simboliste pariziene și se știe că era prieten cu Dimitrie Anghel. Măsura cu care simbolismul l-a contaminat pe Petrașcu a fost relevat de Theodor Enescu care a definit impactul pe care acest curent l-a avut în arta autohtonă.

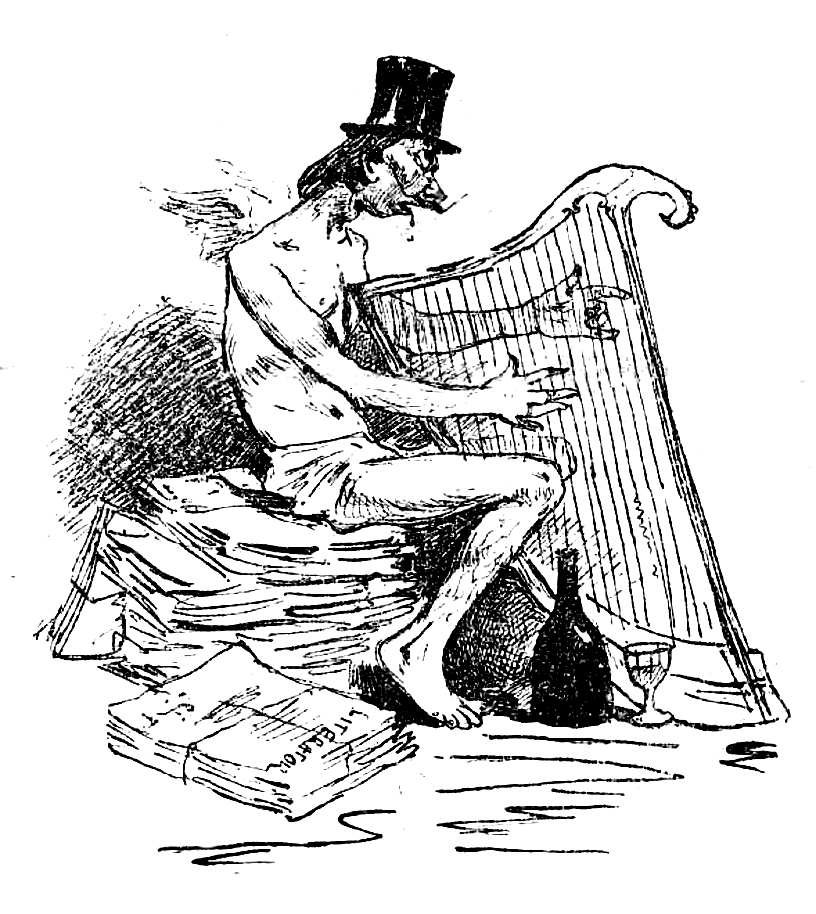
Un poet simbolist - caricatură de Constantin Jiquidi

După cum se știe, simbolismului nu i s-a putut defini niciodată cu exactitate sfera de cuprindere în artă, așa cum s-a reușit în literatură.  Conceptul s-a apropiat cel mai mult de variațiile stilului Artei 1900, adică a Art Nouveau-ului, Modern Style, Mir iskusstva, Secession, etc. Suprapunerea perfectă a fost doar cu grupul Nabi. Dilatându-și mult sfera de cuprindere pe plan european se pot enumera foarte mulți artiști adepți ai curentului. În România se poate face același lucru: Ștefan Luchian, Aurel Popp, Apcar Baltazar și chiar Constantin Brâncuși și Dimitrie Paciurea. 
Desigur că simbolismul are două direcții în funcție de ce se înțelege de fapt prin el. Prima direcție este cea a așa zișilor artiști proletari culți care erau decimați de mizerie și de ftizie și ca urmare, erau pradă deznădejdilor și scepticismului, la care simbolismul era răul finalului de secol. În acest caz artistul apela după voluptatea prăbușirii la ocultism, ezoterism și tot felul de bizarerii. A doua direcție era cea a artiștilor ce nu aveau lipsuri materiale. Simbolismul lor era unul fără angoase, zbucium sau drame, ei trăindu-și viața fără griji. Spre deosebire de Traian Demetrescu, Ștefan Petică sau Iuliu Cezar Săvescu, ei erau dispuși „… să privească viața dintr-un unghi contemplative... ;  ei manifestă înclinări estetizante, adesea de delectare gratuită, nu rareori hedonistă. De aceea ei vor fi receptivi îndeosebi pentru atmosfera de fête galante... gustând din simbolism în special decorurile și atitudinile de rafinament, emotivitatea subțire... ” 
Făcând raportarea lui Petrașcu la simbolism se poate vedea cu ușurință că el face parte din cea de a doua direcție, deoarece el nu poate fi asimilat lui Petică care spunea că „… m-au mâncat fript cafenelele și mizeria”. El era un personaj robust și în niciun caz nu avea nevroze, spleen sau langori. Petrașcu nu se revolta, venea din podgoriile proprii și ca urmare nu avea ce repudia. Simțind rutina vechilor modalități de expresie, a înțeles că a venit vremea ca arta să se primenească. Având un adânc respect pentru valorile artei românești și universale, le-a perceput ca repere și le-a fixat ca faruri de orientare.

### Influențe, sugestii și opțiuni
Formarea artistică a lui Gheorghe Petrașcu a presupus și existența unor fenomene și factori artistici dintre cei mai diverși care au depins de aceasta. Este evident că au existat influențe ale unor pictori străini și români care s-au manifestat încă de la cele mai timpurii realizări artistice ale pictorului român.  Istoricul Theodor Enescu a decelat cu minuțiozitate anii de formație ai lui Petrașcu și a relevat criticii de artă, toate meandrele căii urmate de artist, precum și toate aluviunile pe care opera acestuia le-a purtat spre devenirea ei unică. În acest sens, afirmațiile pe care Petrașcu le-a făcut cu privire la exemplele, deci influențele străine, care l-au afectat pe parcursul educației plastice, au fost deosebit de răspicate și de directe. Grăitor este interviul din anul 1937 când acesta a recunoscut că „… pentru un pictor, primul mijloc de a-și lărgi posibilitățile de expresie este vizitarea muzeelor în care s-a acumulat o mare parte din tezaurul spiritual al umanității. Din acest punct de vedere trebuie să-mi recunosc ca maeștri pe venețianul Tițian, pe florentinii Boticeli și Veronese, pe suculenții flamanzi, pe coloriștii spanioli și firește pe impresioniștii Renoir, Sisley și Pissaro.”

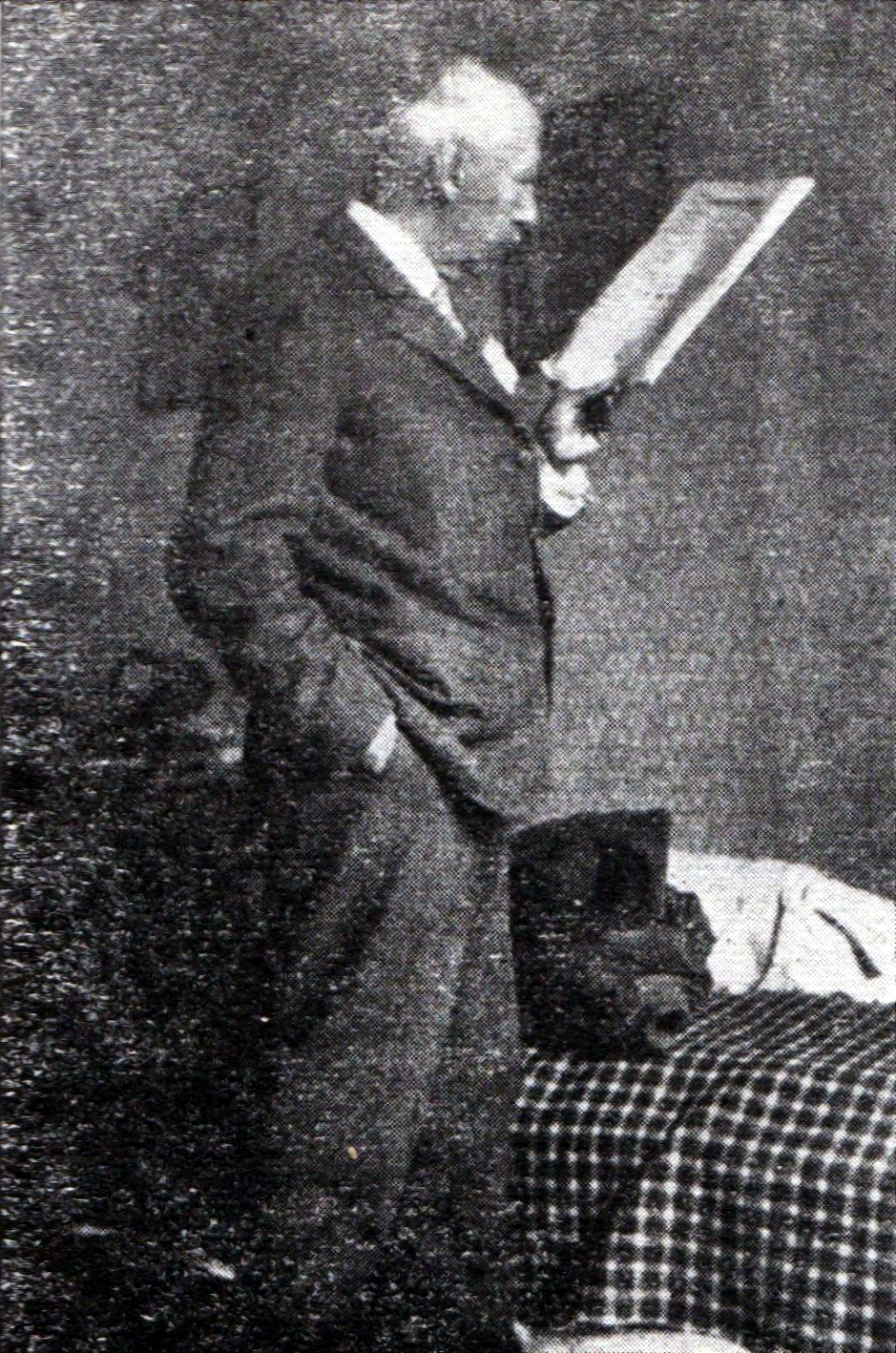
Gheorghe Petrașcu în locuința de la București

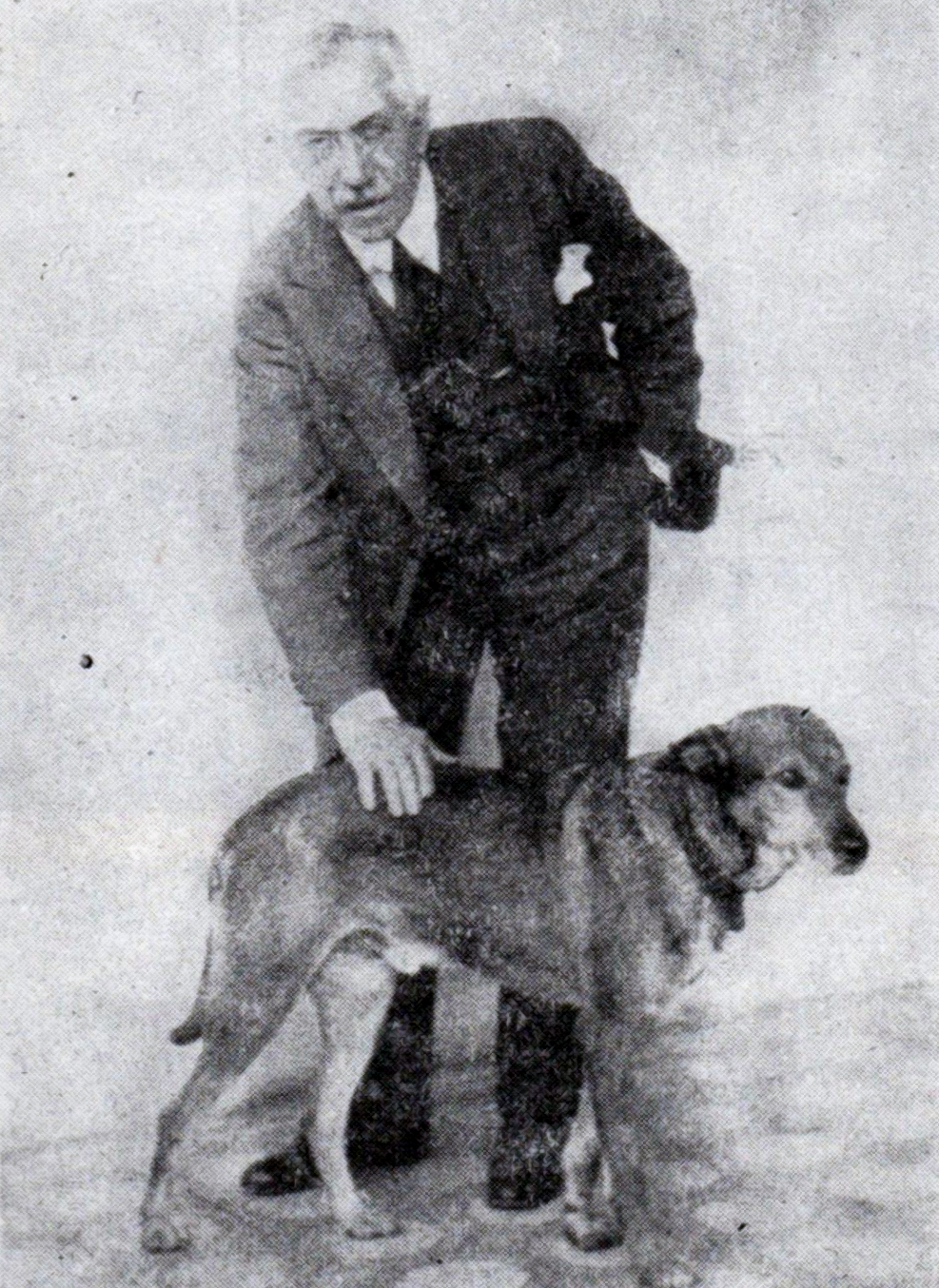
Gheorghe Petrașcu în anul 1925

În opinia istoricului Vasile Florea, faptul că Petrașcu a recunoscut pe unii artiști ca fiind maeștri, nu înseamnă că el a perceput această atitudine ca una obedientă și lecția pe care aceștia i-au dat-o ca o influență nemijlocită, neasimilată. El a declarat în acest sens că „… am văzut multe lucruri frumoase, dar totdeauna m-am ferit de influențe.” Luând ca exemplu rezonanțele podgorene a spus „… prefer paharul meu cât de mic, dar să fie al meu.”  Ca urmare a unor astfel de declarații și a operei lăsată posterității, se constată că Petrașcu a avut o atitudine activă în ce privește patrimoniul artistic universal, el selectând atât din marea tradiție a picturii, cât și din fenomenele moderne ale contemporaneității lui. A ales tot ce se mula pe temperamental  și pe concepția sa despre artă.
Felul lui Petrașcu de a omagia pe marii predecesori ai picturii universale a constat în realizarea de copii după lucrările lor. Acest fapt, este și o metodă de lucru folosită în învățământul artistic de pe tot mapamondul. Copierea de lucrări a fost pentru Gheorghe Petrașcu o activitate pe care a practicat-o toată viața și pe care a și recomandat-o și altora spunând că „… Copierea tablourilor bune învață pe artist meșteșugul... un sfat de mare importanță pentru pictorii tineri este acela de a face copii după marile opere ale trecutului. Socotesc acest exercițiu ca un mijloc de cunoaștere experimentală a capodoperelor.”
Petrașcu nu a înțeles prin copiere obținerea unei lucrări identice, realizate mecanic, ci recrearea operei făcând o interpretare liberă pentru fixarea raporturilor de lumină, umbră și culoare, totul având ca țintă expresivitatea gesturilor și relevarea esenței în volume. După cum se știe, artistul a realizat multe copii după Nicolae Grigorescu și, cu siguranță, multe după lucrări expuse la Luvru. Se cunoaște obiceiul lui de a face schițe, fugare uneori, după picturile din muzee, precum și obișnuința de a face călătorii de documentare, ca periplul din anul 1902. împreună cu Ferdinand Earle în Germania, Olanda, Belgia și Anglia sau cea din anul 1904 la Florența și Neapole unde s-a împrietenit cu Emile Bernard. A vizitat Spania, deci Muzeul Prado, unde l-a văzut pe Francisco de Goya,a realizat desene în cărbune după Tadea Arias de Enriquez cu Portret de femeie și Portretul reginei Maria Luiza și după Velazquez cu Prințul Baltazar Carlos în costum de vânătoare, Regele Filip al IV-lea, Piticul Sebastiano de Morro, etc.
Exceptându-l pe Grigorescu, Petrașcu a mai făcut copii după Anton Chladek, Mihail Lapaty și George Demetrescu Mirea. După Lapaty a realizat trei schițe în culoare după Mihai Viteazul călare (la Muzeul Militar Național) și după Mirea a replicat compoziția Țăranii secui prezentând lui Mihai Viteazul capul lui Andrei Bathory. Fiind secretar al Pinacotecii Statului din București, Petrașcu a realizat permanent schițe după lucrările pictorilor străini minori sau după anonimii ce se aflau în Pinacotecă. S-au identificat Diana și Endymion după Pietro Liberi, Moartea lui Seneca după Giuseppe Langetti, Femeia cu părul roșu după Jean-Jacques Henner ș.a.m.d. De neînțeles, pentru istoricii ce i-au studiat activitatea, a rămas faptul că Petrașcu a comercializat prin expozițiile sale personale schițele și copiile pe care le realiza.

Studii realizate de Petrașcu după mari maeștri. (Foto a/n - Ajutați Wikipedia cu foto color)
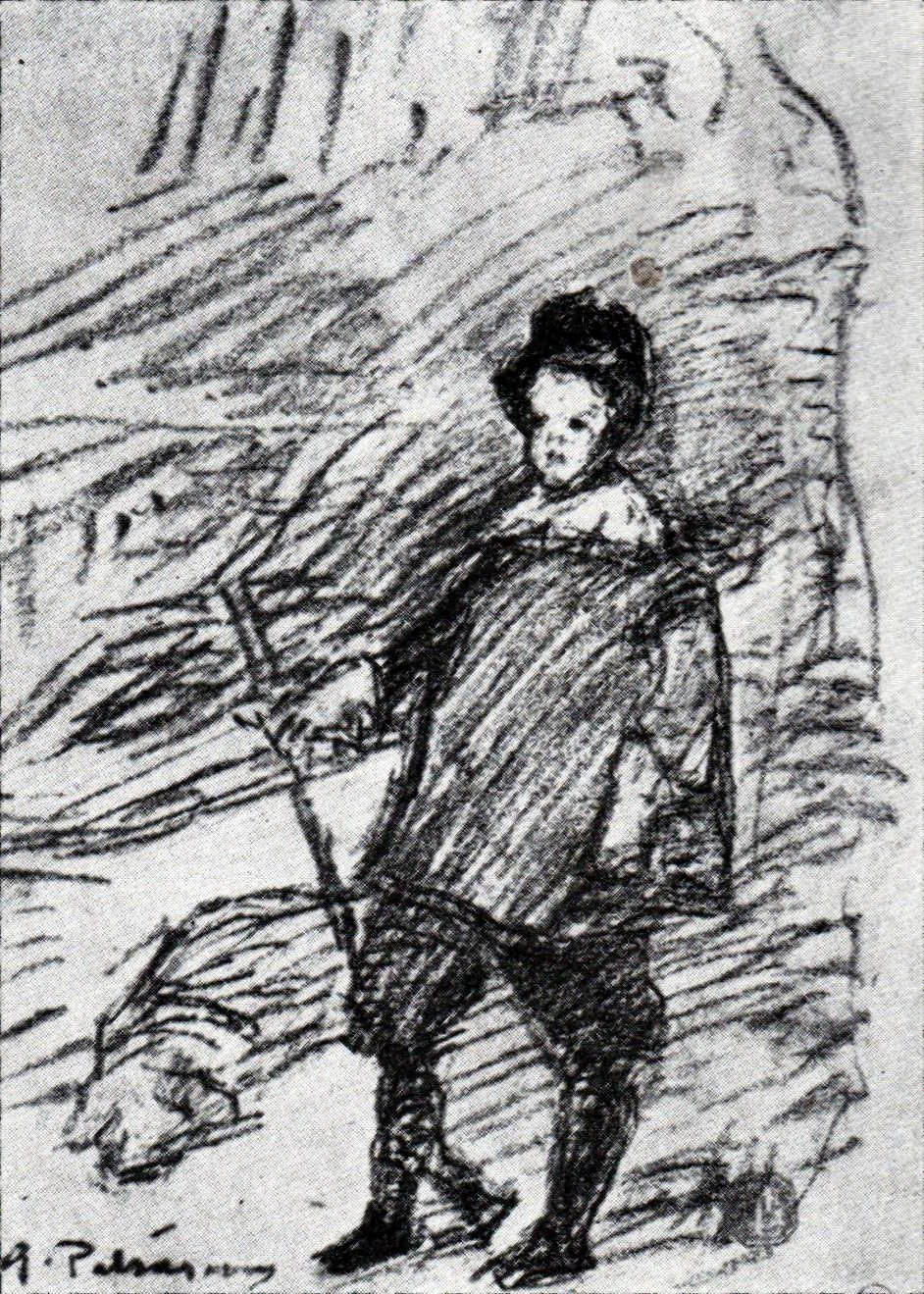
Baltazar Carlos în costum de vânătoare - după Velasquez
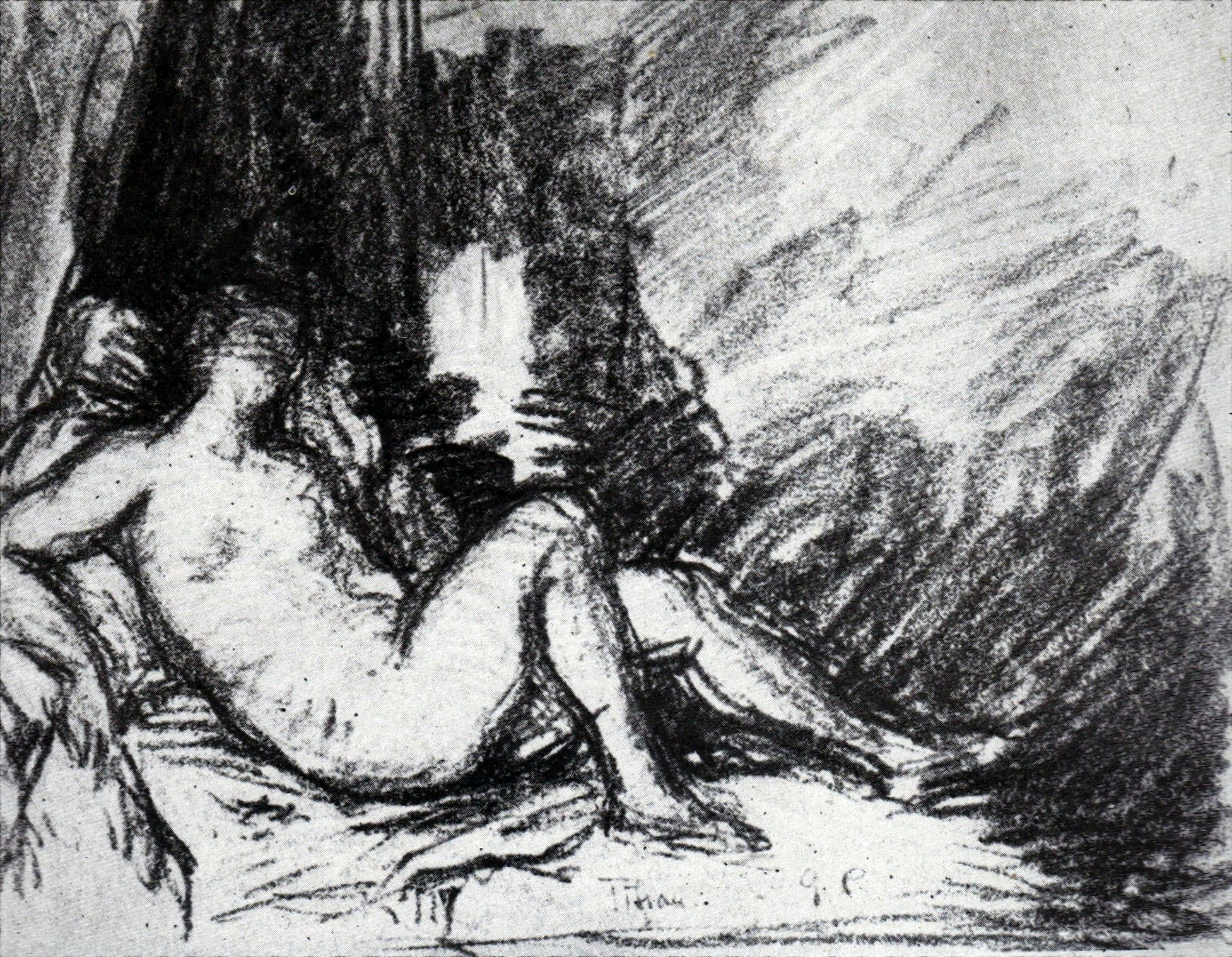
Danae - după Titian
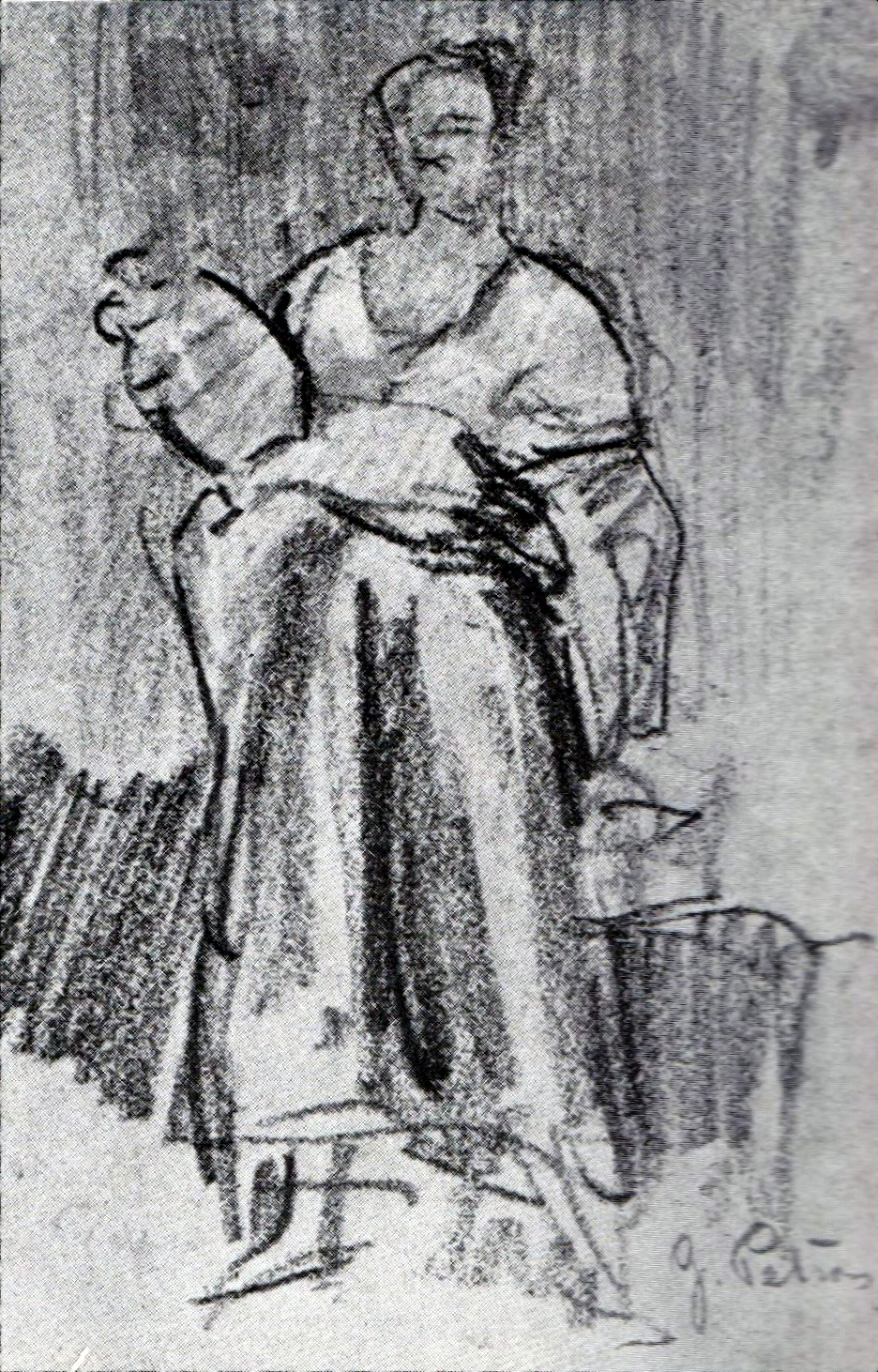
Femeia cu ulciorul - după Goya
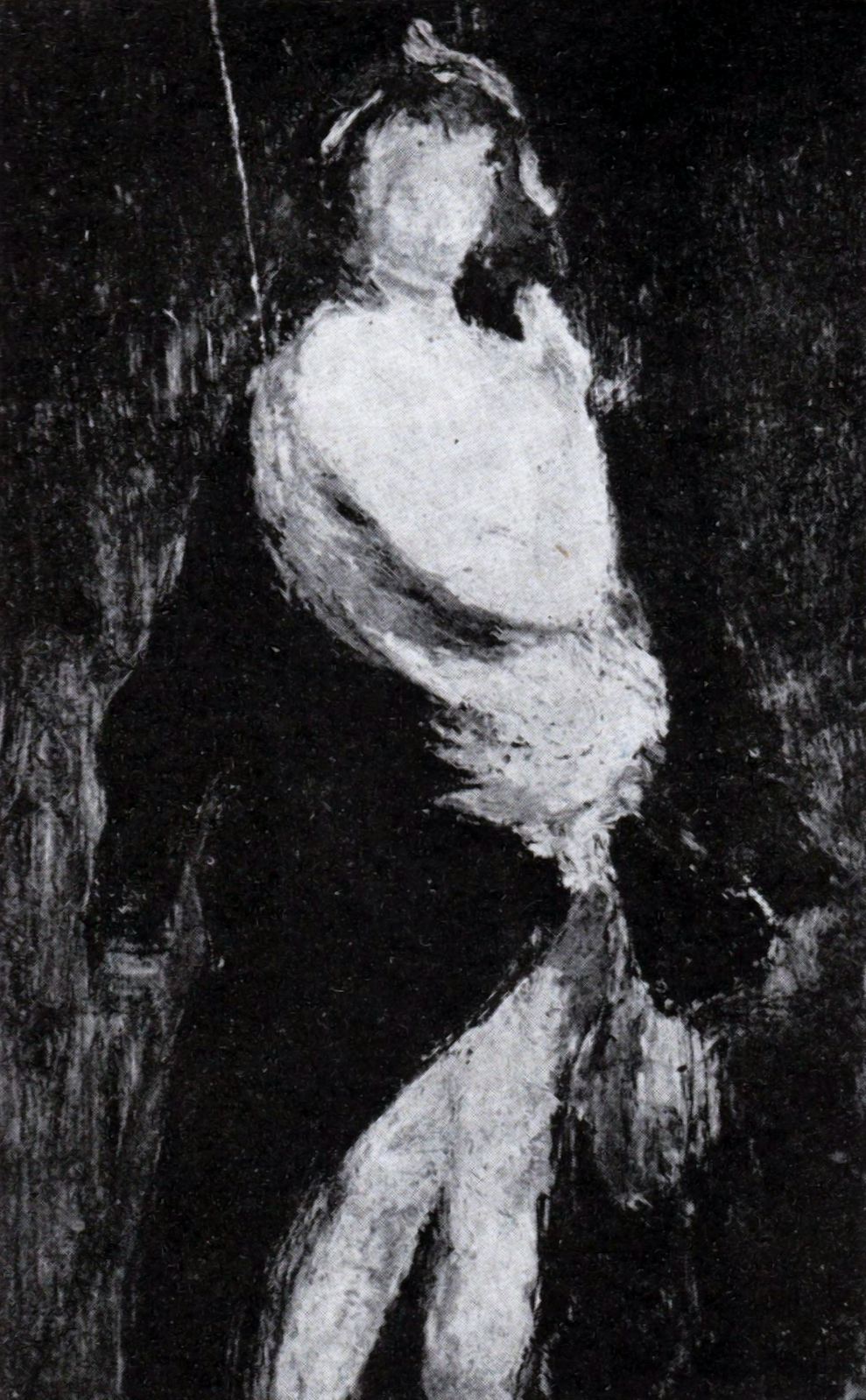
Blana - după Rubens (foto a/n)
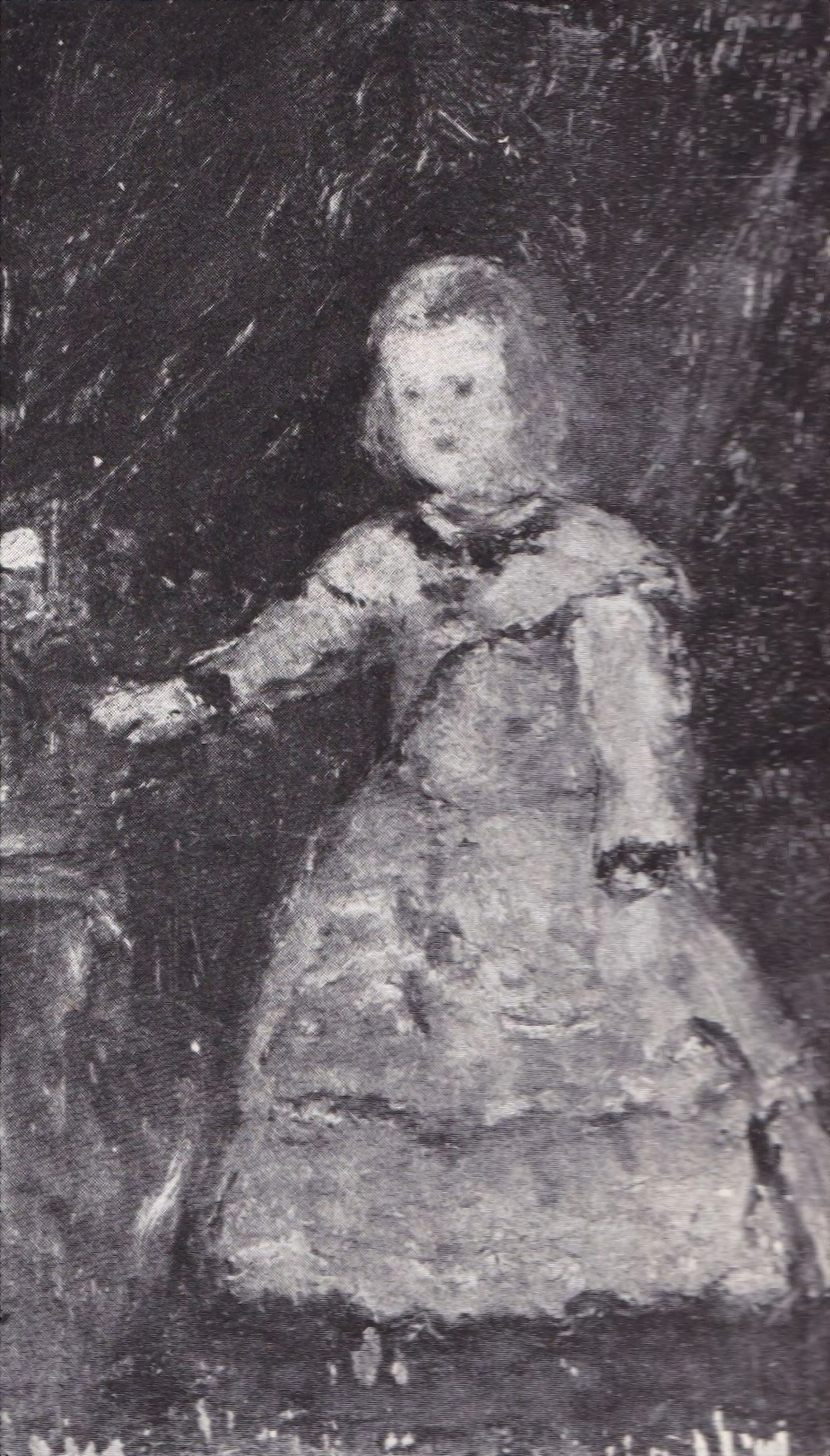
Infanta Margarita) - după Velasquez (foto a/n)
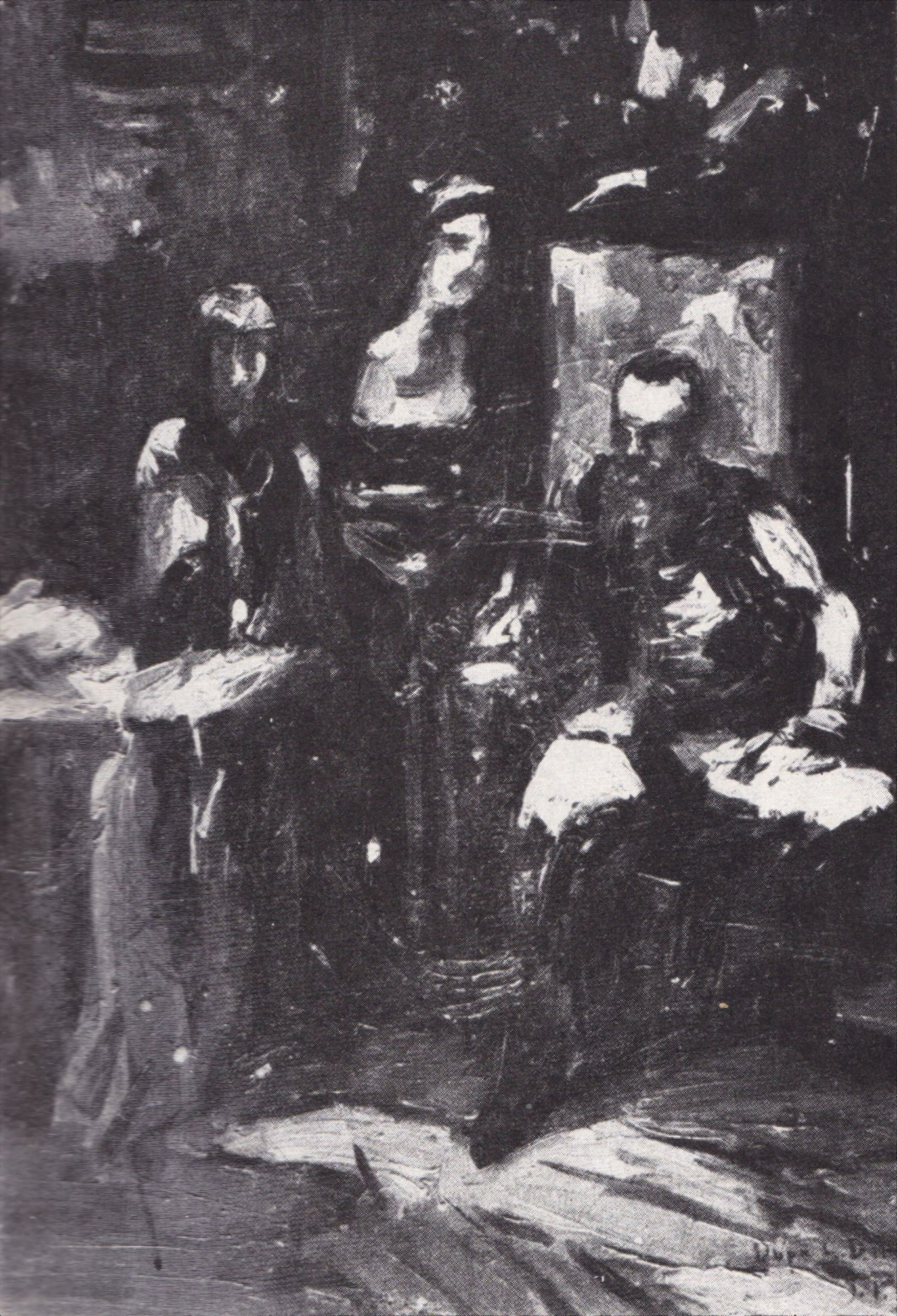
Mihai Viteazul privind capul lui Andrei Bathory - după G.D. Mirea (foto a/n)

Ca urmare a copiilor pe care le-a făcut, se pot desluși ecouri ale influenței pe care Corot, Millet, Goya, Daumier, Courbet, Adolphe Monticelli, James Abbott McNeill Whistler, etc., le-au avut asupra operei lui Petrașcu.  După exemplul lui Whistler, pictorul român a început din anul 1915 să numească lucrările cu Argint și negru, Negru și verde, Trandafiriu și negru, Violet și aur, Verde și gri, etc. Analizându-se experimentele pictorului de după anul 1900 se pot vedea influențele lui Pierre Bonnard și Pierre-Auguste Renoir, Camille Pissarro, Alfred Sisley și Claude Monet pe care l-a indicat a fi maestrul favorit. A declarat că i-a plăcut lucrările lui Marcel Iancu, lui Picasso și chiar ale lui Constantin Brâncuși în acea epocă în care acesta era privit cu ostilitate. Elocvent este sfatul pe care Petrașcu  l-a dat inginerului Romașcu pentru achiziționarea Cumințeniei pământului, fapt care s-a și petrecut ulterior.
Pe de altă parte, nu se poate considera că Gheorghe Petrașcu ar fi fost un adept înflăcărat al modernismului. El i-a admirat sincer pe impresioniști și le-a folosit unele formule adaptate stilului său, dar a fost și un tradiționalist, un cumpătat și un circumspect în a aplica noile inovații, mai ales a celor mai radicale ce s-au manifestat în acele vremuri în arta plastică. Astfel, el a observat cele mai bune experiențe simboliste și chiar a urmat acest curent, dar a renunțat în scurt timp la el. Futurismul, cubismul, fovismul și alte isme nu l-au incitat nici măcar la nivelul teoretic. Semnificative sunt declarațiile pe le-a făcut referitor la opera lui Marcel Iancu: „… nu pot dezaproba pe moderniști, fie ei  chiar atât de radicali și chiar dacă eu nu-i înțeleg...”  sau despre moderniști „… cât despre pictura modernă cu fel și fel de numiri, au rămas numai acele unde calitățile esențiale ale bunei picturi domină. Omul de talent în toate manifestările de artă, cum se vor numi n-are importanță, va face lucrări de seamă; neputincioșii vor face tapaj și gălăgie.”

### Căutări identitare
După cum se știe, Gheorghe Petrașcu a avut de-a lungul întregii cariere artistice cincisprezece expoziții personale ce au fost programate cu o oarecare regularitate, fapt pentru care pictorul este pentru România un caz unic.[K] Prima expoziție personală pe care a organizat-o a avut loc în anul 1900, luna decembrie, la Ateneul Român. Cu această ocazie, Petrașcu a prezentat, pe simeze, 60 de tablouri pe care le-a realizat cu trei-patru ani înainte. Ca o consecință, critica de artă a considerat că anul 1900 a fost pentru Petrașcu unul care a aparținut secolului al XIX-lea și nu al celui următor. La această afirmație și-a adus aportul ca argumentație și faptul că majoritatea tablourilor pe care le-a expus au aparținut ca spirit și concepție secolului de abia trecut. Doar treisprezece picturi au fost făcute în Franța, fiind peisaje din Montreuil, restul având tematică de gen, peisaje urbane, marine, de munte sau rurale. Au fost și autoportrete, portrete în pastel sau ulei, dar niciun interior, natură moartă sau floare.

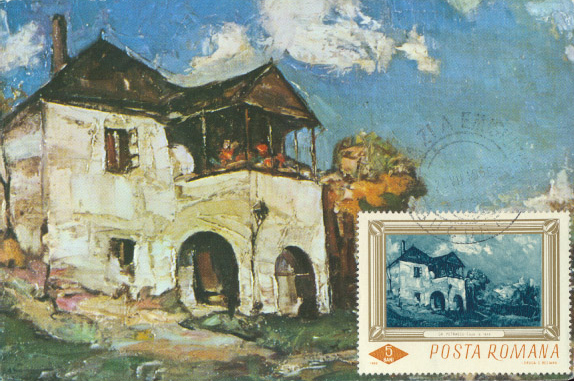
Casă la țară cunoscută și sub numele de Casa de la Nicorești - carte poștală (1966)

Expoziția din anul 1900 a reprezentat pentru critica de artă elementul definitoriu în urmărirea evoluției artistice a pictorului tecucean. Tematica pe care a afișat-o la prima manifestare expozițională, a reprezentat pentru Petrașcu forța creației sale artistice ulterioare. Subiectele peisajelor au fost luate de-a lungul vieții, dintr-o arie geografică de o dimensiune rar atinsă de vreun alt artist român, numărul locurilor depistate de istoricii de artă trecând de șaptezeci.[L] La nivelul acestui an al primei expoziții personale, artistul nu și-a limpezit viziunea și nu a găsit cele mai potrivite formule ale expresiei. Erau prezente multe lucrări rămase în stadiul de schiță, unele aveau forma obosită de prea multe reveniri de execuție, fapt care ducea spre o impresie a neputinței plină de stângăcie.
Nicolae Grigorescu și estetica sămănătoristă au fost principalii factori de influență asupra artei lui Petrașcu pentru perioada de început a secolului al XX-lea. Umbra lui Grigorescu a planat tutelar chiar dacă artistul a pictat la Vitre, Montreuil sau la Târgu Ocna. Dar, din această perioadă s-a constatat de către critica de artă că au apărut diferențe dintre emul și maestrul de la Câmpina din ce în ce mai importante cu trecerea timpului, astfel că  reziduurile grigoresciene cu timpul s-au estompat, lăsând în final liberă unicitatea operei petrașciene. Pictura lui a devenit mai bolovănoasă și cu o consistență a materiei mai pregnantă. Spre deosebire de Grigorescu ale cărui peisaje afișau o perspectivă care se pierde în zarea depărtărilor, peisajele concepute de Petrașcu au spațiile limitate de fel și fel de obiecte sau obstacole (pomi, case, etc.) care închid orizontul, deci limiteaza perspectiva într-una liniară. Ca urmare, nici perspectiva liniară și nici cea aeriană nu au nimic în comun cu concepția plein air-istă, ci s-au transformat amândouă într-una plină de modernitate care o apropie cu pași mari de decorativism. Această trăsătură a evoluat ulterior în arta pictorului român și a devenit o particularitate ce l-a individualizat ca stil, de tot restul confraților săi.
Există însă și o altă trăsătură importantă prezentă în tablourile lui Petrașcu. Aceasta poate fi definită de aspectul de non finit al lucrărilor, fapt care a șocat contemporaneitatea artistului. Percepută ca o critică asupra operei lui Nicolae Grigorescu, definiția non finitului a făcut epocă în acele vremuri. Gheorghe Petrașcu a mers însă și mai departe. A împins tehnica până la crearea unei impresii de neglijență în realizarea lucrării. Nicolae Iorga a afirmat că peisajele lui Petrașcu au culorile aruncate aspru, că apar cu violență, sunt amare și că tablourile lui nu pot fi admirate decât având o anume dispoziție și doar în anumite împrejurări. Stilul folosit de artist a fost ușor confundat cu impresionismul, care tocmai asta făcea: avea dispreț față de formă și de suprafețele neted pictate. Ștefan Petică a fost primul care l-a catalogat pe Petrașcu ca impresionist în anul 1900. Criticul Vasile Florea a considerat că acest fapt nu este de mirare deoarece în acei ani, impresionismul din muzică și din arta plastică era subsumat simbolismului care era înțeles ca modernism, opus academismului și tradiționalismului. Tot Florea a afirmat că Petică spunând impresionism, el se gândea de fapt la simbolism.

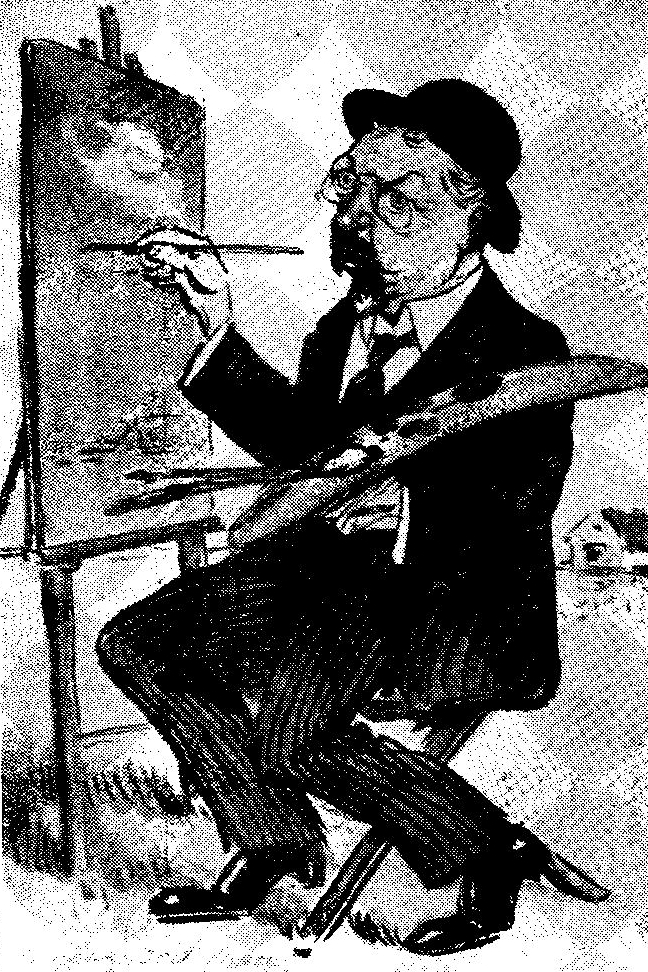
Petrașcu - portret de Nicolae Petrescu-Găină

Alți comentatori ai operei lui Petrașcu i-au oferit acestuia calificativul de impresionist adesea, cu un sens peiorativ. Astfel, Olimp Grigore Ioan, editor la Literatură și artă română, scria că: „... Prin modul său de execuțiune, acest artist aparține cu totul școalei impresioniste... D. Petrașcu s-a dedat la un gen de impresionism greu care nu-ți permite să faci o operă de o întindere și de o mai mare putere; în genul pe care l-a adoptat, totdeauna va rămâne condamnat să facă lucrări mici, un fel de schițe care pot să provoace admirațiunea fervenților artei când ele indică treptele unui artist în execuțiunea unei opere puternice, dar care, izolate, te vor face totdeauna să te gândești la o oarecare neputință de concepțiune sau de execuțiune.” Adica, în accepțiunea lui Vasile Florea, comentatorii nu-i puteau ierta pictorului caracterul de schiță pe care acesta îl dădea lucrărilor sale, fapt care ducea la confuzia cu tehnicile curentului impresionist.
Asemenea lui Olimp Grigore Ioan a fost și Mihail Dragomirescu care a comentat și a afirmat că Petrașcu era de fapt un urmaș direct al impresionismului afișat de Grigorescu la finele carierei și că sinceritatea impresiei ce reiese din opera sa se limitează numai la vizualitate. El a mai opinat că acest efect este unul caracteristic impresionismului și că arta, ca formă rezultată, este una nedesăvârșită în chiar esența ei. Virgil Cioflec l-a ironizat pe cronicar pentru aceste opinii, drept pentru care în anul 1908, Dragomirescu a revenit cu o argumentație mai explicită „... Iată un pictor a cărui viziune profund picturală l-ar putea duce foarte departe, dacă n-ar fi bântuit peste măsură de maniera impresionismului al cărui reprezentant de frunte la noi, el este. Petele lui colorate trăiesc; nu trăiesc însă îndestul  contururile lor, de care el are parcă o instinctivă oroare.” Cum Dragomirescu era adeptul academismului, orice libertate de expresie o cataloga drept impresionism.
Anexarea lui Petrașcu la impresionism a devenit cu timpul o marotă a cronicii de artă. Acest fapt s-a prelungit până târziu, în vremea în care deja, Petrașcu avea o formulă postimpresionistă tipică, opusă curentului care a apărut în Franța în anii 1860-70. Un cronicar de la revista Contimporanul l-a considerat pe pictor un neoimpresionist, adică un pointilist adept al lui Paul Signac și Georges Seurat. Asta se întâmpla în anul 1923, moment în care Petrașcu realizase deja Autoportretul ce se află astăzi la Muzeul Zambaccian. Comentariile sunt juste dar clasificarea eronată „... Singurul nostru neoimpresionist (sic!) are calitatea de a nu fi virtuoz. Redă nu impresii, ci viziuni, dematerializând aspectele, aprofundând și realizând armonii mistice, cu ajutorul unui colorit fantast, al unei paste hypersensibile.”

## Opera
Ultimile două decenii din cariera artistică a lui Gheorghe Petrașcu sunt cele care au dat artei plastice din România o operă caracterizată de o maturitate stilistică deplină, fapt pentru care tablourile pe care le-a realizat în această perioadă au dat posibilitatea criticii de artă să poată defini și descifra majoritatea coordonatelor estetice care au etalat întreaga măsură a geniului petrașcian. Ca atare, anul 1933, an în care artistul a deschis la Sala Dalles o mare expoziție retrospectivă unde a prezentat publicului bucureștean peste 300 de lucrări executate în tehnica uleiului și peste 100 de gravuri, desene și acuarele, poate fi considerat un an de referință în creația sa. Începând din 1933, Petrașcu s-a văzut a fi un pictor adânc ancorat în niște coordonate unitare care au dus la o consecvență remarcabilă în folosirea materiei picturale. Desigur că analiza critică a operei sale poate fi făcută și la nivelul anului 1936 când a fost primit ca membru în Academia Română, an în care făcut o altă mare expoziție sau cu ultima mare expoziție din anul 1940.
Pe de altă parte, a face o analiză a operei la un moment al maturității, ar duce de fapt la o rigiditate critică, deoarece glisările diacronice spre perioada de formație din trecutul său artistic sunt inerente. Exemplele edificatoare încep cu autoportretele, ce trebuie abordate începând cu primele pe care le-a realizat, sau cu mijloacele de expresie folosite, pornind de la romantism, trecând prin impresionism.
Pentru a ajunge la o stare de grație a maturității, Petrașcu a trecut printr-o evoluție anevoioasă și lentă care i-a solicitat tenacitatea și răbdarea. După cum s-a prezentat mai sus, în anii de tinerețe a oscilat între tendințe contradictorii ca sămănătorismul și modernismul, în special simbolismul. Artistul a încercat o conciliere a celor două direcții care s-a tradus mai târziu, într-o formulă de artă proprie de natură intimistă. Natura intimistă a stilului nou adus de Gheorghe Petrașcu este argumentată, în opinia criticului de artă Vasile Florea, de creșterea continuă a numărului de lucrări cu naturi moarte, interioare și cu flori.

### Sursele stilului

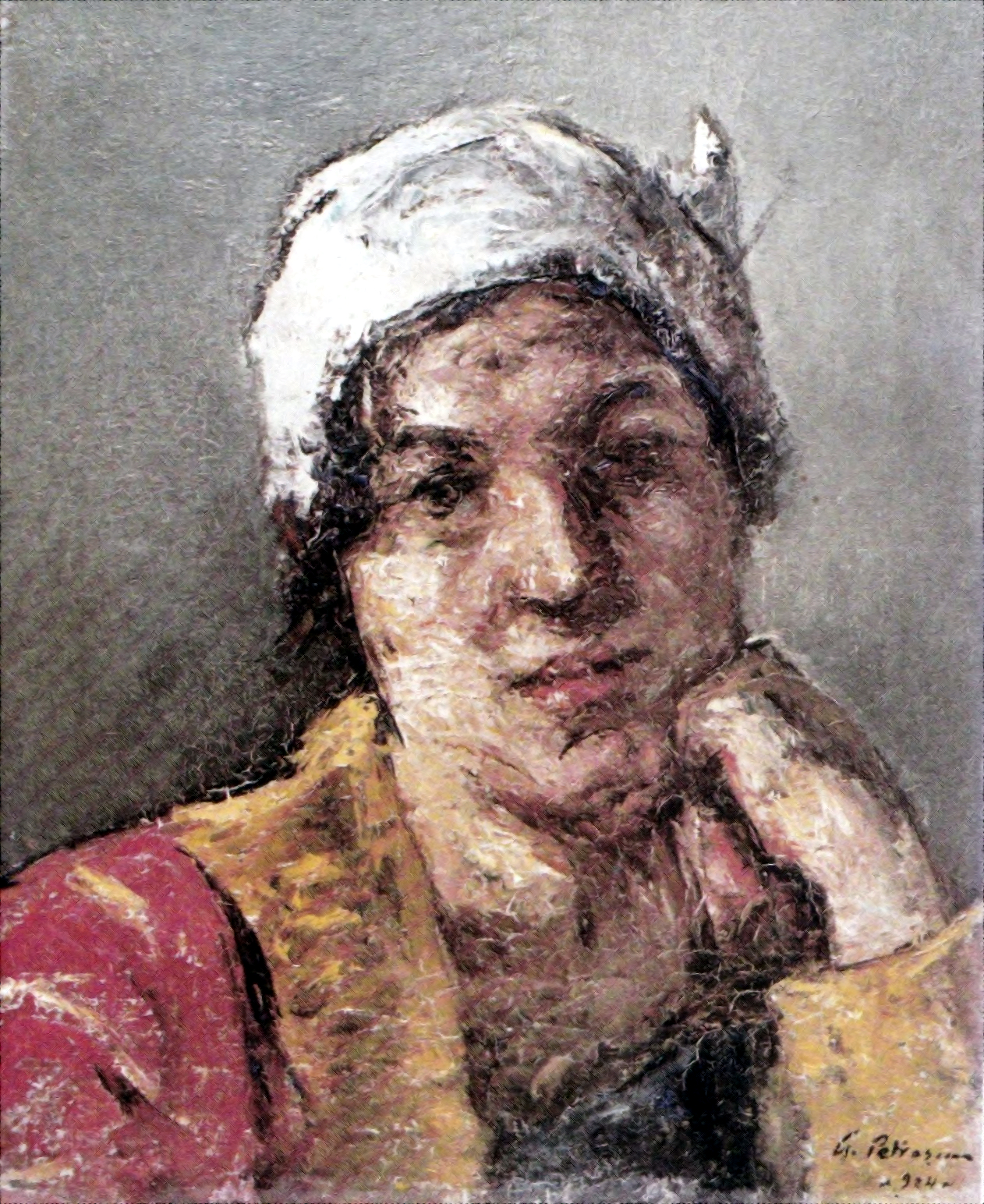
Lucreția C. Marinescu (soția artistului) - portret realizat în 1924 și expus la Casa - Atelier „Gheorghe Petrașcu”

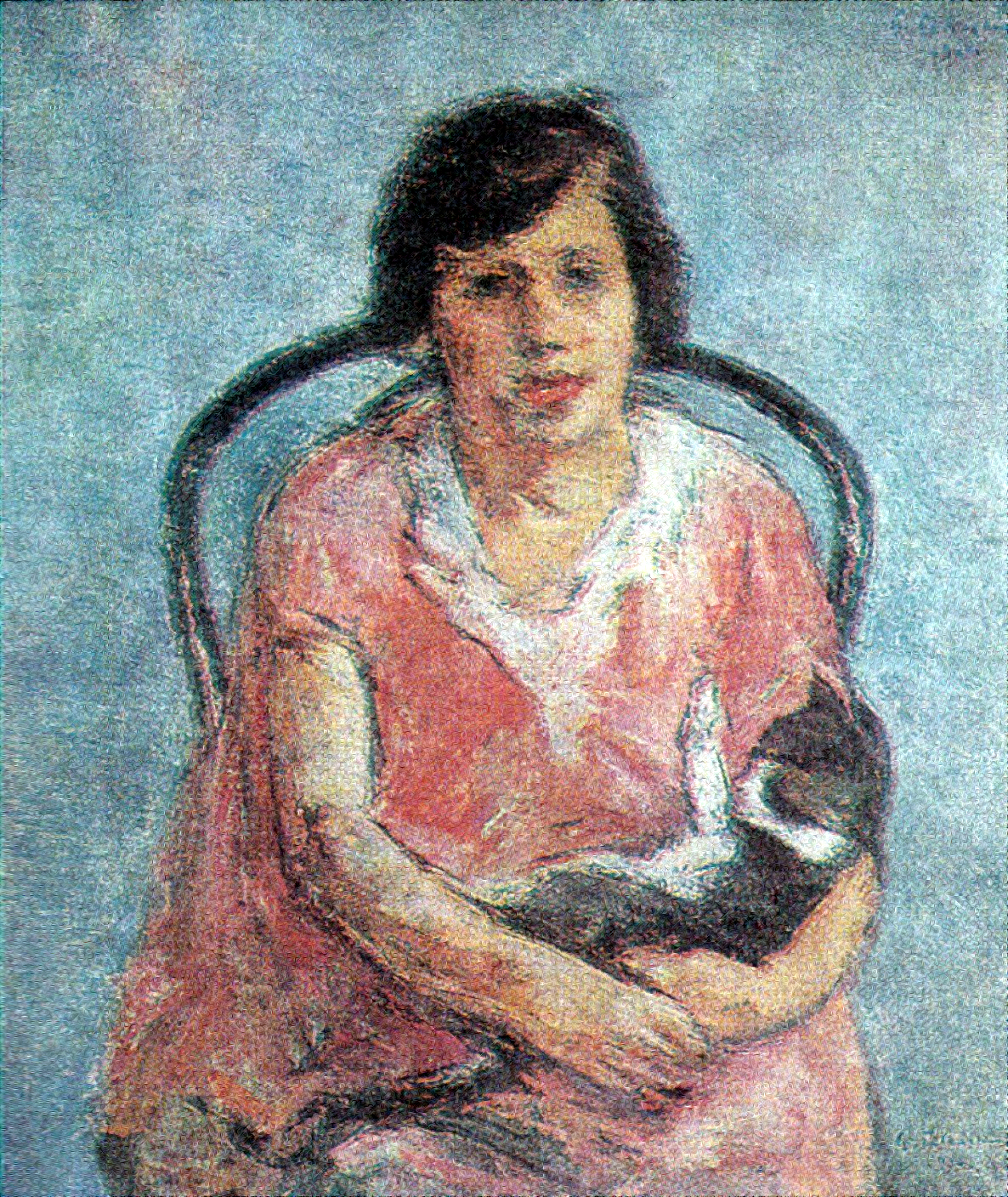
Mariana (fiica artistului) - portret realizat în 1924 și expus la Casa - Atelier „Gheorghe Petrașcu”

## In memoriam

In memoriam – filatelie - Gheorghe Petrașcu
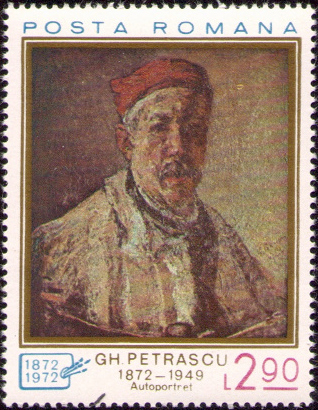
Autoportret
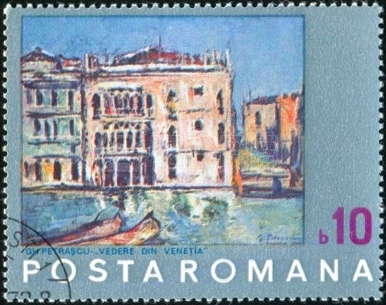
Veneția
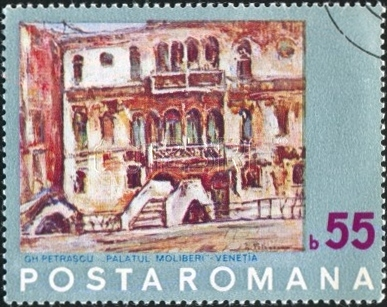
Molibieri - Palat venețian
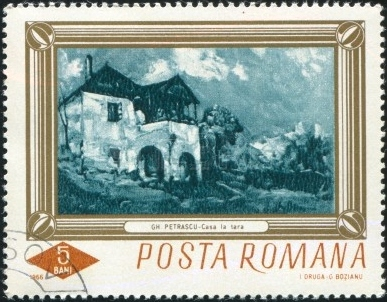
Casă la țară